# Nysa
Nysa [ˈnɨsa], deutsch: Neisse (auch in der Schreibweise Neiße), ist eine Stadt im Powiat Nyski der Woiwodschaft Opole (Oppeln) in Polen. Sie ist zugleich Sitz der Stadt- und Landgemeinde Nysa mit etwa 57.500 Einwohnern.
Vom Jahr 1290 bis zur Säkularisation 1810 war Neisse Residenzstadt der Breslauer Fürstbischöfe. Zusammen mit dem bischöflichen Fürstentum Neisse gelangte Neisse 1342 als ein Lehen an die Krone Böhmen und damit an das Heilige Römische Reich. Nach dem Ersten Schlesischen Krieg 1742 fiel es zusammen mit dem größten Teil Schlesiens an Preußen. Mit der Neugliederung der Provinz Schlesien wurde Neisse 1813 dem Regierungsbezirk Oppeln und damit Oberschlesien eingegliedert. Nach Ende des Zweiten Weltkriegs fiel die Stadt an Polen. Das bedeutende historische Stadtbild ist aufgrund der Zerstörungen des Zweiten Weltkriegs nur noch fragmentarisch erhalten. Die wichtigsten Baudenkmäler wurden wieder aufgebaut. Wegen seiner Barockarchitektur wurde Neisse als „Schlesisches Rom“ bezeichnet.

## Geographie

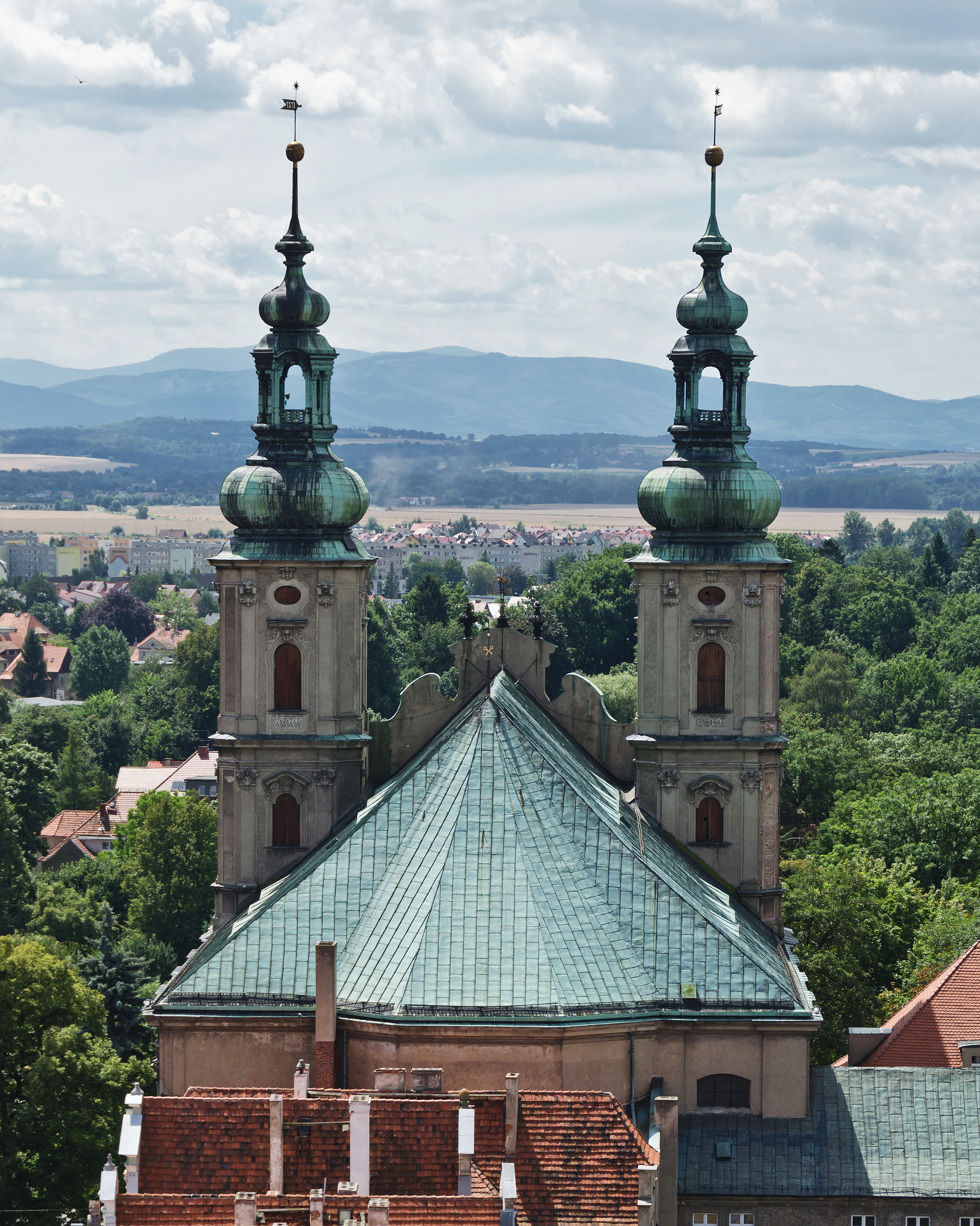
Blick über die barocke Peter-und-Paul-Kirche

Die Stadt Nysa liegt in der Nizina Śląska (Schlesische Tiefebene), 55 Kilometer südwestlich von Opole (Oppeln) an der Glatzer Neiße, die südwestlich der Stadt zum Neisser Stausee gestaut wird. Jenseits und entlang der Landesgrenze zu Tschechien, die etwa 20 Kilometer südwestlich verläuft, liegt das Zuckmanteler Bergland.
In der Umgebung von Nysa liegen die Orte Grodków (Grottkau) im Norden, Niemodlin (Falkenberg) im Nordosten, Korfantów (Friedland) im Osten, Prudnik (Neustadt O.S.) im Südosten, Głuchołazy (Ziegenhals) im Süden und Otmuchów (Ottmachau) mit dem gleichnamigen Stausee im Westen.

### Stadtteile
- Dolna Wieś (Nieder Neuland)
- Górna Wieś (Ober Neuland)
- Karłów (Carlau)
- Radoszyn (Friedrichstadt)
- Rochów (Rochus)
- Średnia Wieś (Mittel Neuland)
- Śródmieście (Altstadt)
- Zamłynie (Neumühl)
- Zawodzie (Obermährengasse)

Siedlungen:
- Osiedle Gałczyńskiego
- Osiedle Piękna
- Osiedle Podzamcze
- Osiedle Południe
- Osiedle Rodziewiczówny

## Geschichte

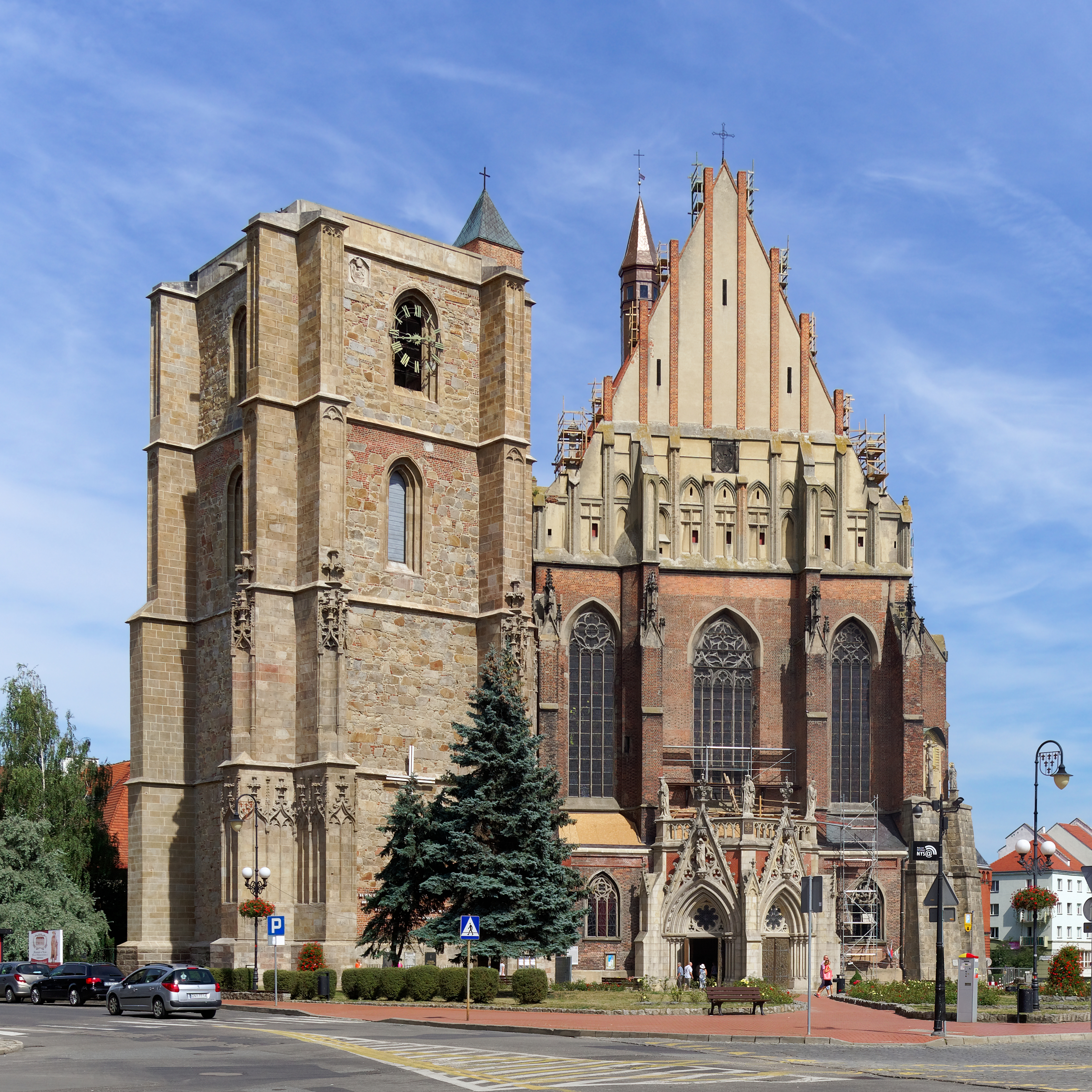
Basilika St. Jakobus und Agnes und unvollendeter Campanile im Stadtzentrum

Die Stadt Neisse wurde vor dem Jahr 1223 am Zusammenfluss von Glatzer Neiße und Biele vom Breslauer Bischof Lorenz bei einer slawischen Ansiedlung nach Flämischem Recht gegründet und mit Deutschen besiedelt. Sie entstand auf einer annähernd quadratischen Fläche und einem gitterförmigen Straßennetz mit einem Ring und Kirchplatz in zentraler Lage. Erstmals erwähnt wurde sie in einer Urkunde vom 23. Mai 1223, als der Neisser Vogt Walter zum Lokator des bischöflichen Gutes Ujest bestellt wurde. Die Stadt gehörte von Anfang an zum Gebiet der Kastellanei Ottmachau, die schon 1155 im Besitz des Bistums Breslau war. Nach der Teilung des Herzogtums Schlesien 1248/1251 fiel Neisse zusammen mit dem Ottmachauer Verwaltungsbezirk an das Herzogtum Breslau. Dessen Herzog Heinrich IV. gewährte kurz vor seinem Tod dem Neisser-Ottmachauer Bistumsland die Landeshoheit, in dem die Bischöfe sowohl die geistliche als auch die weltliche Macht ausübten. Gleichzeitig wurde Neisse Residenzort des so geschaffenen Fürstentums Neisse, das sich 1344 unter Bischof Preczlaw von Pogarell als ein Lehen der Krone Böhmen unterstellte.
Die bereits im Jahr 1260 belegte bischöfliche Wasserburg war Mitte des 14. Jahrhunderts in die Stadtbefestigung einbezogen, die damals schon vier Tore aufwies: das Münsterberger, Breslauer, Zoll- und Brüdertor. Über die abgerundete südwestliche Seite des Rings verlief die Straßenverbindung von Wien nach Breslau, wodurch auch Neisse eine Bedeutung im Fernhandel erlangte. In und vor der Stadt entstanden zahlreiche Kirchen, Klöster und andere kirchliche Einrichtungen. Bereits 1239 hatte der Breslauer Bischof Thomas I. in Neisse den Orden der Kreuzherren mit dem doppelten roten Kreuz gegründet, der im Marienspital (Kreuzstift) in der Altstadt angesiedelt worden war. Die Pfarrschule bei St. Jakobus wurde 1366 erstmals erwähnt und 1418 zu einem Gymnasium erhoben. 1428, während der Belagerung durch die Hussiten, konnte sich die Stadt zwar behaupten, jedoch wurden die Vorstädte zerstört. Um diese Zeit hatte Neisse etwa 4500 Einwohner. 1477 wurde das Ottmachauer Kollegiatstift nach Neisse verlegt, wo es seinen Sitz zunächst im Johannesdom und ab 1650 in der Jakobuskirche hatte.

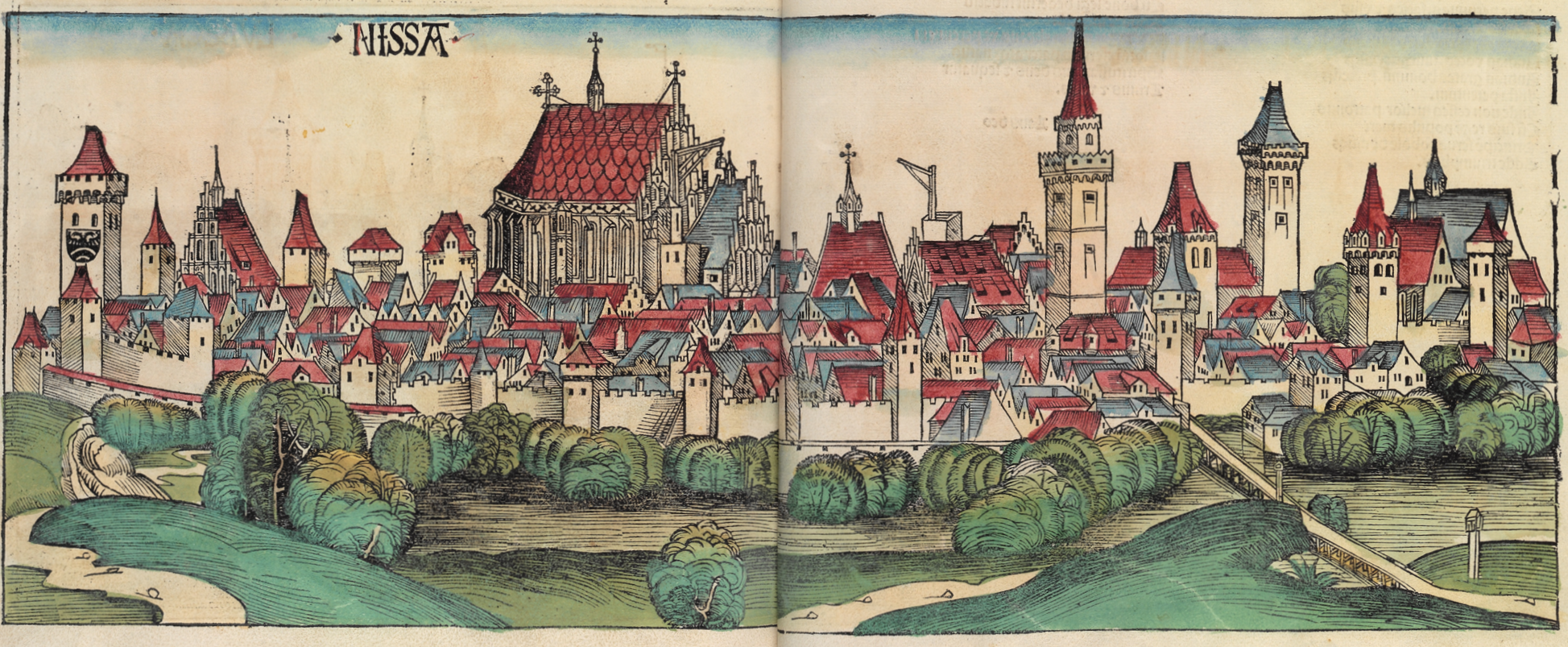
Ansicht von „Nissa“ in der Schedelschen Weltchronik, um 1500
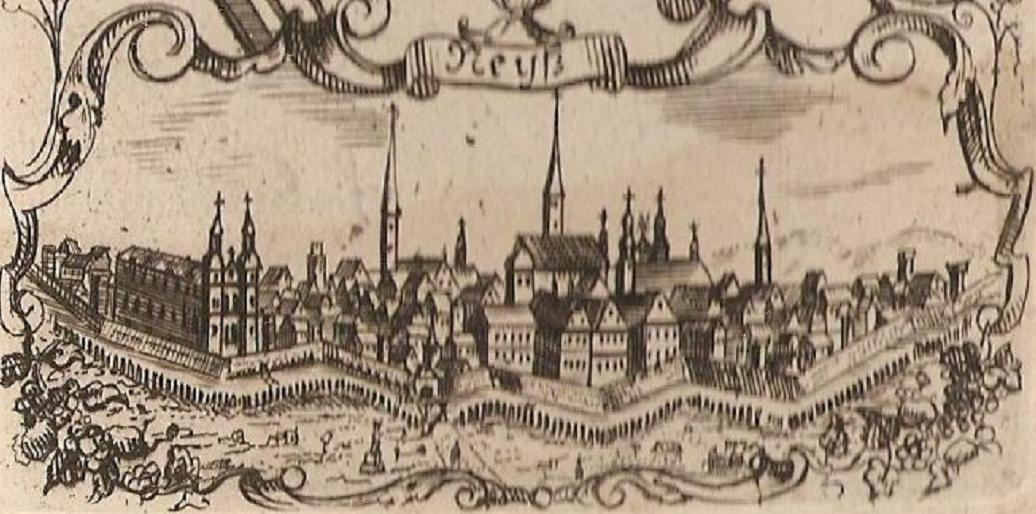
Ansicht von „Neyß“, 16. oder 17. Jahrhundert
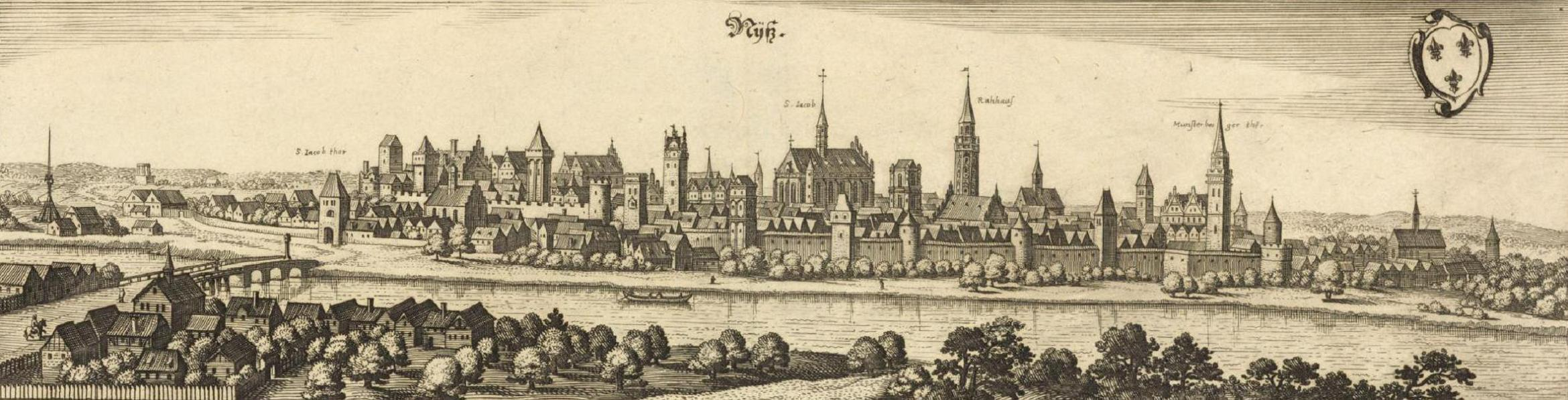
Ansicht von „Nÿß“ in der Topographia Bohemiae, Moraviae Et Silesiae von Matthäus Merian, 1650

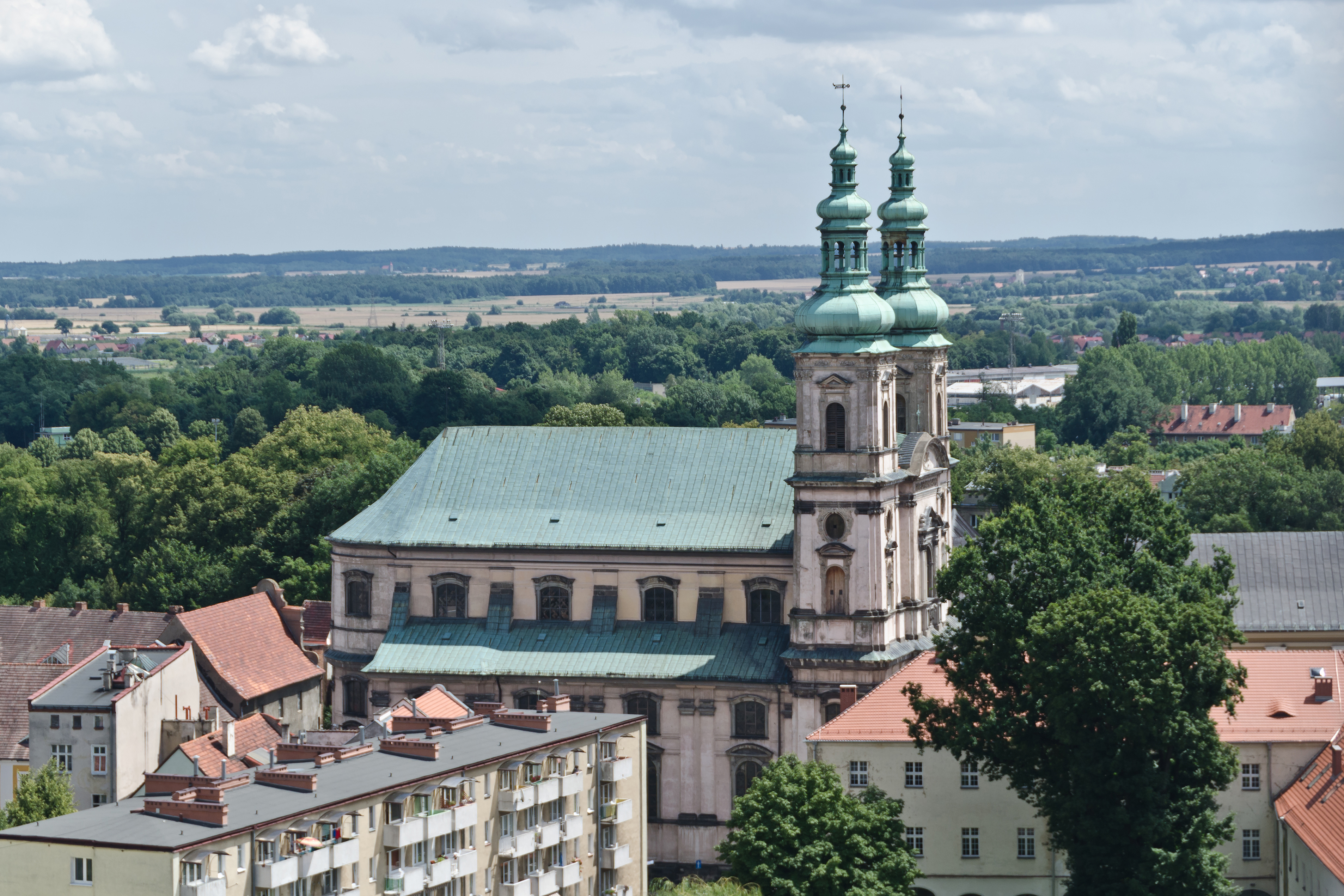
Barocke Jesuitenkirche am Salzring

Karte von Neisse um 1750

Obwohl Neisse eine bischöfliche Stadt war, fand auch dort ab 1522 die Reformation Eingang. Unter Bischof Jakob von Salza wurde 1575 das Breslauer Priesterseminar nach Neisse verlegt, wo es bis 1655 verblieb. 1586 stiftete Bischof Andreas von Jerin ein Pädagogium für zwölf adlige Schüler. Unter Einbeziehung der Vorstädte bestanden 1596 in Neisse 36 Befestigungstürme (davon neun Tortürme) und Bastionen.
Erst unter Bischof Karl von Österreich wurde ab 1622 die Gegenreformation durchgeführt, mit der die Jesuiten beauftragt worden waren. 1624 gründeten die Jesuiten auf bischöfliche Anregung das Kolleg Carolinum, das sich zu einer bedeutenden Bildungsstätte entwickelte. Die von Bischof Karl von Österreich beabsichtigte Gründung einer Universität und eines Konvikts konnte wegen dessen Tod 1624 nicht mehr realisiert werden. Bis heute prägen die nach 1650 entstandenen barocken Kirchen und Klosterbauten das Stadtbild, dessentwegen Neisse den Beinamen „Schlesisches Rom“ erhielt.
Im Dreißigjährigen Krieg wurde Neisse 1621 vom Markgrafen Johann Georg, 1632 von den Sachsen und 1642 von den Schweden unter Torstensson besetzt. 1633 wütete die Pest. Durch den nachfolgenden Neubau von Festungsanlagen nach dem niederländischen System, dem die Vorstädte geopfert wurden, wurde das Stadtbild grundlegend verändert. 1729 errichtete Bischof Franz Ludwig von Pfalz-Neuburg eine neue Bischofsresidenz sowie ein Zentralhospital.
Von wirtschaftlicher Bedeutung waren der Garn- und Leinenhandel sowie der Handel mit österreichischen und ungarischen Weinen, der mit bischöflichen Verordnungen 1552 und 1556 geregelt wurde. Da die Stadt hierfür das Stapelrecht besaß, wurden auf dem Oberring große Weinkeller errichtet. Ebenso erfolgreich wurde jahrhundertelang Neisser Konfekt, eine Pfefferkuchenspezialität, hergestellt. Bedeutung erlangte auch das Goldschmiedehandwerk.
Nach dem Ersten Schlesischen Krieg im Jahr 1742 fiel Neisse mit dem größten Teil Schlesiens an Preußen. Mit dem Frieden von Berlin wurde die Landesverfassung neu geregelt und eine Neuordnung der Verwaltung eingeleitet, wobei die Befugnisse der bisherigen bischöflichen Regierung fast vollkommen eingeschränkt wurden. Auf dem linken Neiße-Ufer gegenüber der Altstadt wurden die Zitadelle Fort Preußen sowie die nach König Friedrich II. benannte Friedrichsstadt errichtet, in der u. a. die Garnison untergebracht wurde.

Im Jahr 1769 leiteten in Neisse die Oberhäupter der vormaligen Kriegsgegner, Kaiser Joseph II. und König Friedrich II., eine persönliche Annäherung ein. Adolph Menzel widmete 1857 dem Treffen sein Historiengemälde Begegnung Friedrichs II. mit Kaiser Joseph II. in Neisse im Jahre 1769. Im Vierten Koalitionskrieg hielt sich die Festung Neisse unter dem Kommando des Festungskommandanten Georg von Steensen vom 23. Februar 1807 bis zur Kapitulation am 16. Juni 1807 vor den Rheinbundtruppen des Generals Vandamme.
Die Preußischen Reformen brachten im Jahr 1809 die Einführung der Städteordnung und im darauffolgenden Jahr die Säkularisation des preußischen Teils des Fürstentums Neisse. Damit hörte die Herrschaft der Breslauer Bischöfe in Neisse und im preußischen Teil des Fürstentums auf. Das Kollegiatstift und die Klöster wurden aufgelöst und das Kirchengut enteignet, in Staatsbesitz überführt bzw. teilweise verschleudert. Das gleiche Schicksal widerfuhr den wertvollen Bibliotheken. 1815 wurde der Landkreis Neisse errichtet, der ein Jahr später vom Regierungsbezirk Breslau zum Regierungsbezirk Oppeln umgegliedert wurde. Seither wird Neisse zu Oberschlesien gerechnet.
Ab dem 19. Jahrhundert erlangte die Gardinen- und Spitzenherstellung wirtschaftliche Bedeutung. Im Jahr 1830 entstanden u. a. Fabriken für landwirtschaftliche Maschinen. 1842 wurde in Neisse die Kongregation der Grauen Schwestern von der hl. Elisabeth gegründet, die sich seither der Pflege Kranker widmet. 1848 erhielt Neisse Eisenbahnanschluss nach Brieg. Weitere Verbindungen folgten 1874 nach Kamenz, 1875 nach Ziegenhals, ab 1876 Bahnstrecke Katowice–Legnica mit Abzweig nach Neustadt und 1887 nach Oppeln. Ab 1912 verkehrte die Kreisbahn nach Steinau und Weidenau. Am 14. Oktober 1852 wurde das Stadttheater eröffnet.
Bereits ab 1877 begann die Schleifung des inneren Festungsgürtels. Im Jahr 1881 wurde das südliche Zolltor mit angrenzender Festungsmauer abgerissen. Auf den freigewordenen Festungsanlagen wurden Grünanlagen angelegt. Südlich des Zolltores entlang der Neustädter Straße (heute: ul. Prudnicka) und westlich des Münsterberger Turms entlang der Berliner Straße (heute: ul. Bolesława Krzywoustego) entstanden neue Wohnviertel mit Häusern im Stil des Eklektizismus. Im Jahr 1887 verlor Neisse den amtlichen Titel einer Festung. Im selben Jahr wurde der Viktoriaplatz angelegt. An diesem Platz entstanden repräsentative Bauwerke, darunter das 1889 errichtete Königliche Landratsamt (heute Starostwo Powiatowe). 1888 wurde der Bau der evangelischen Garnisonkirche an der Berliner Straße fertiggestellt. 1896 wurde das Dorf Obermährengasse eingemeindet.

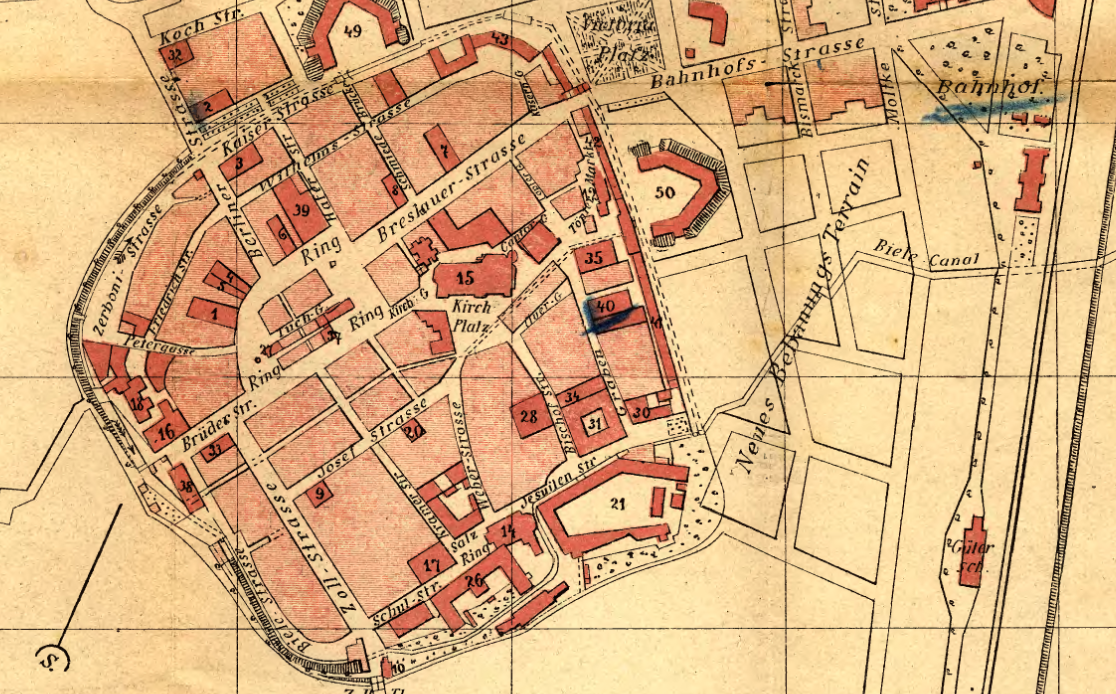
Plan von Neisse, 1887
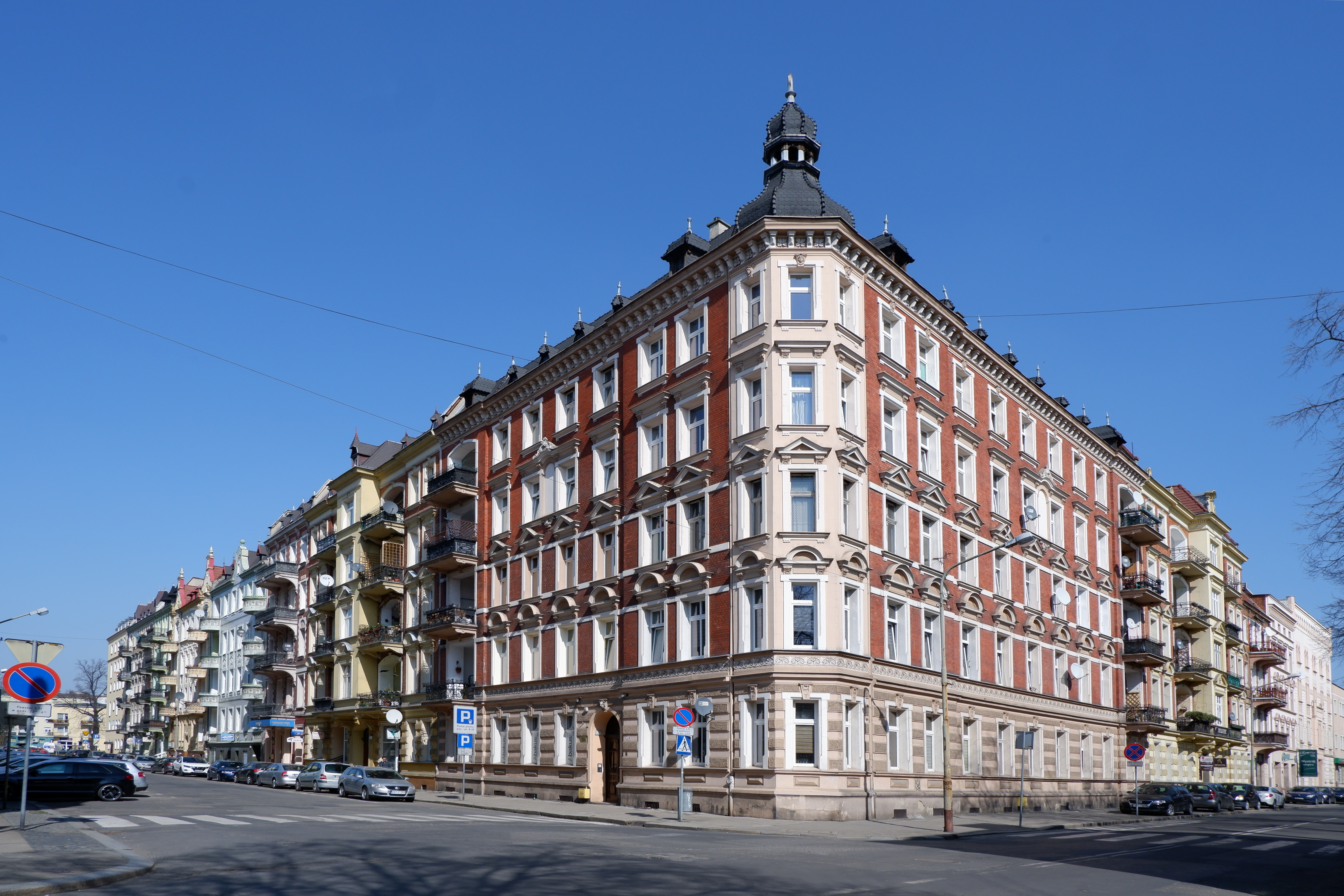
Gründerzeitbebauung an der Marienstraße
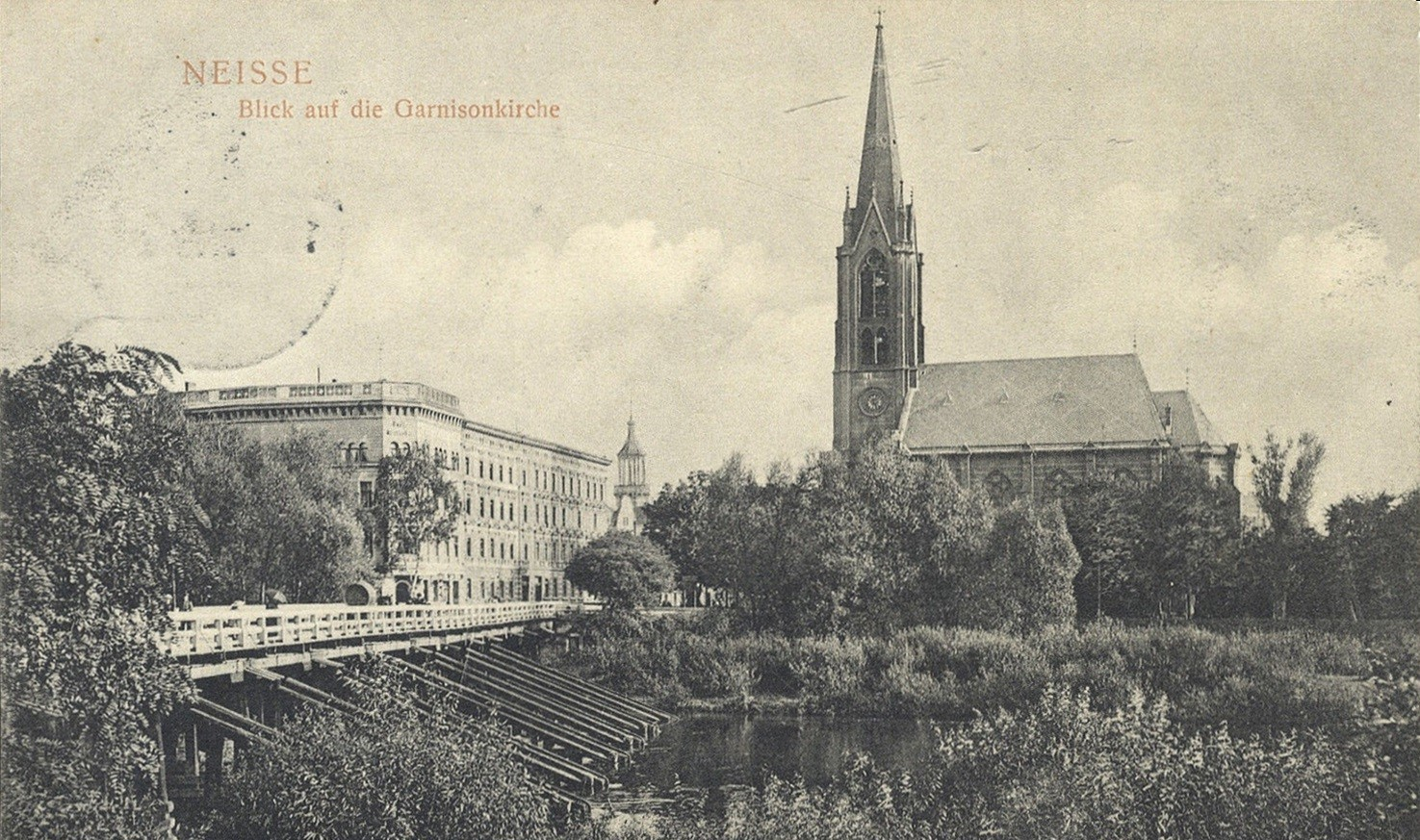
Garnisonkirche
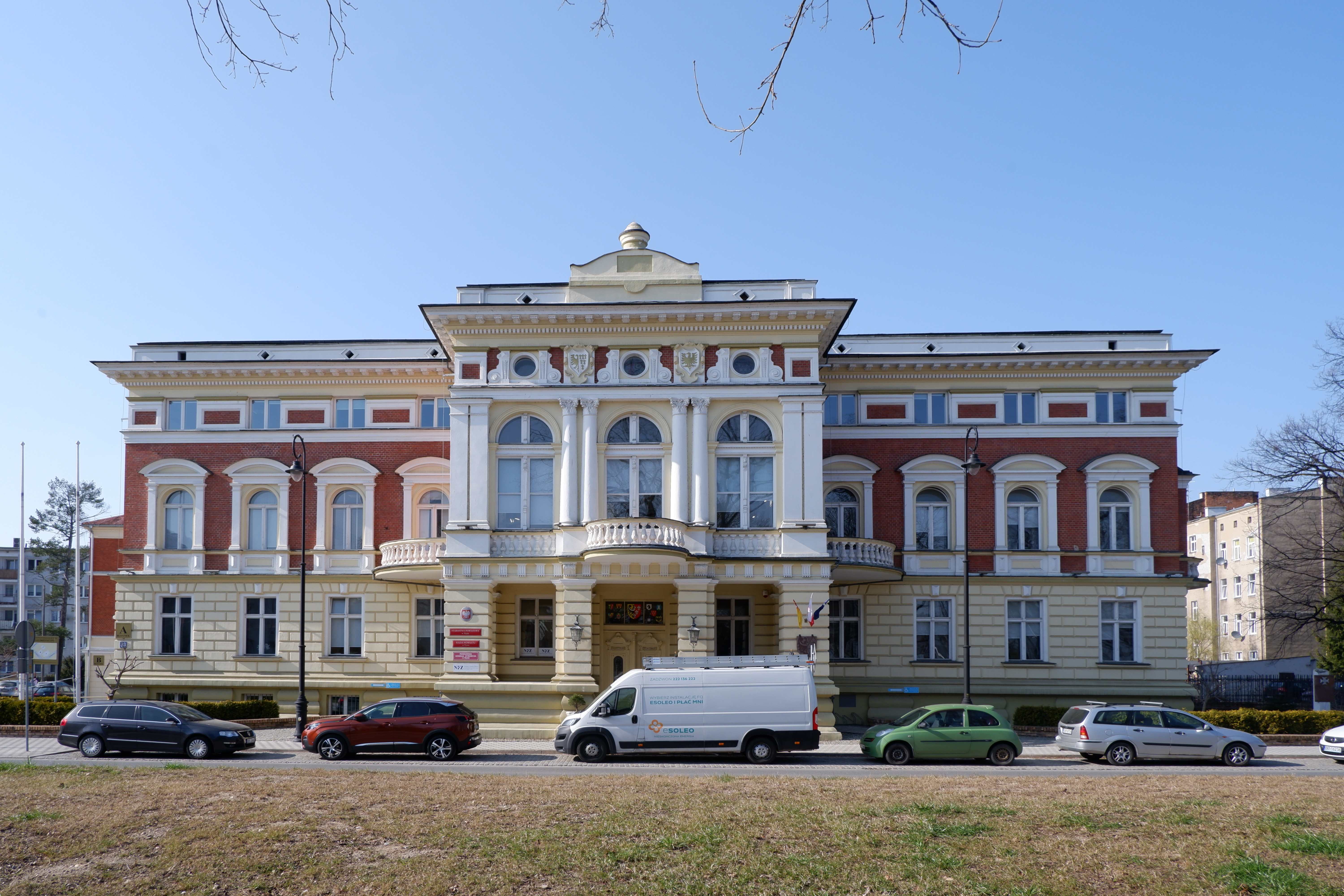
Landratsamt am Victoriaplatz
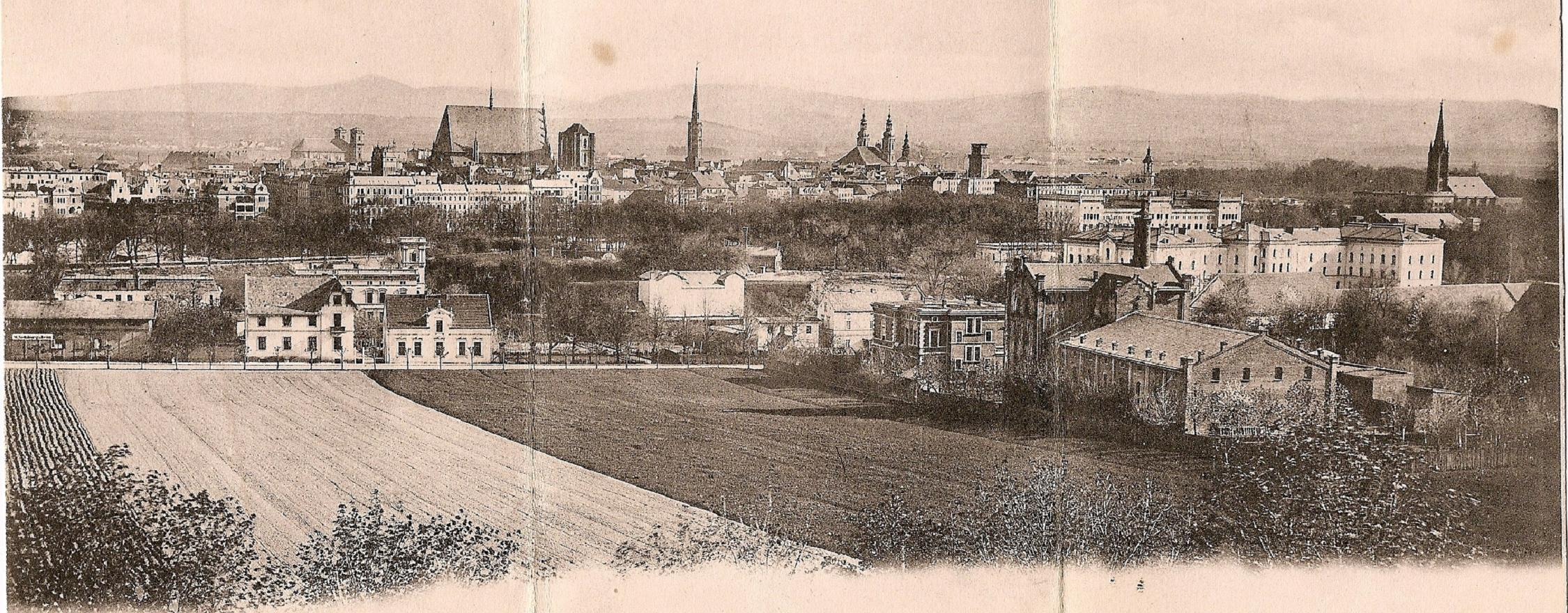
Panorama um 1900

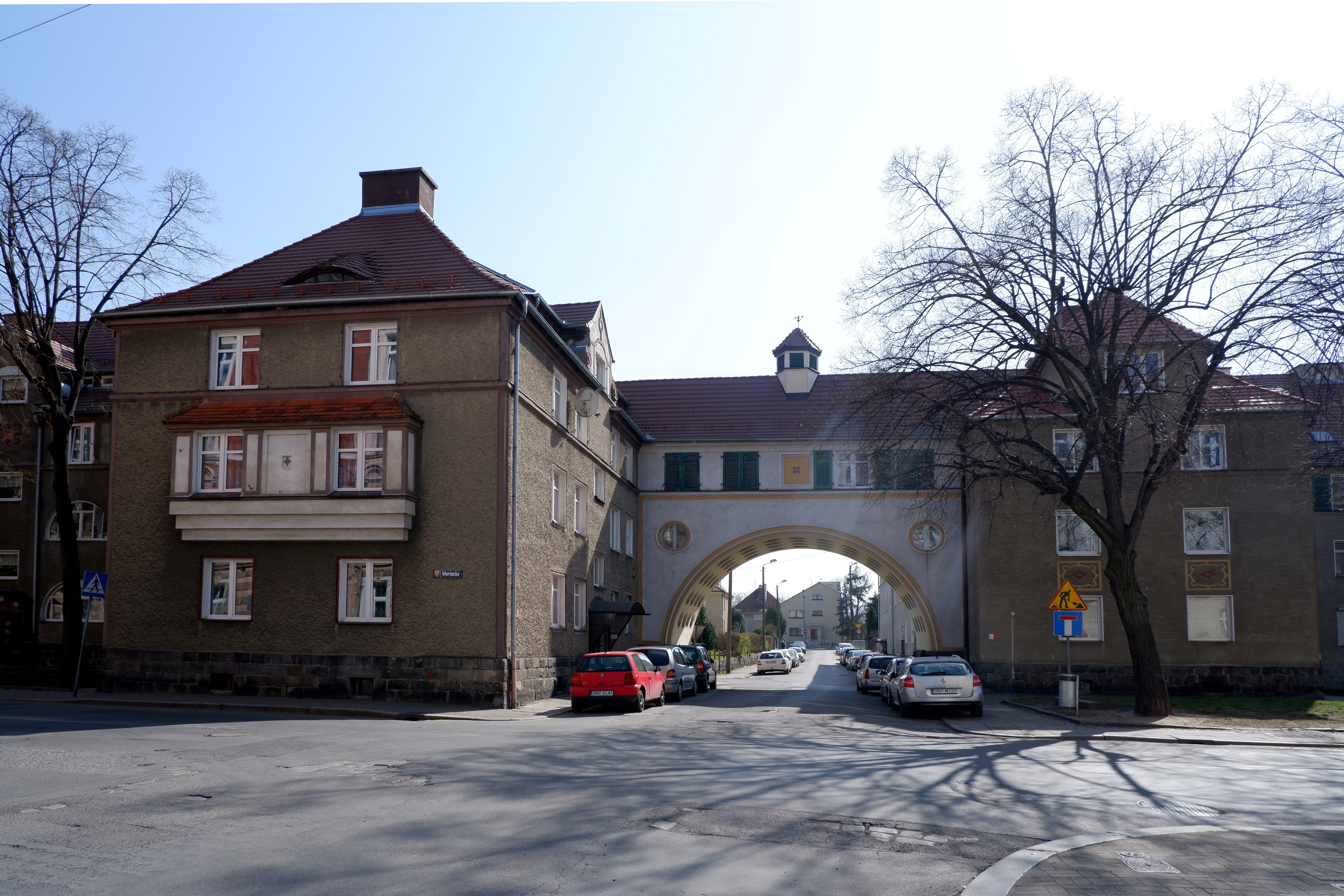
Wohnhäuser im Heimatstil aus den 1920er Jahren an der ul. Mariacka

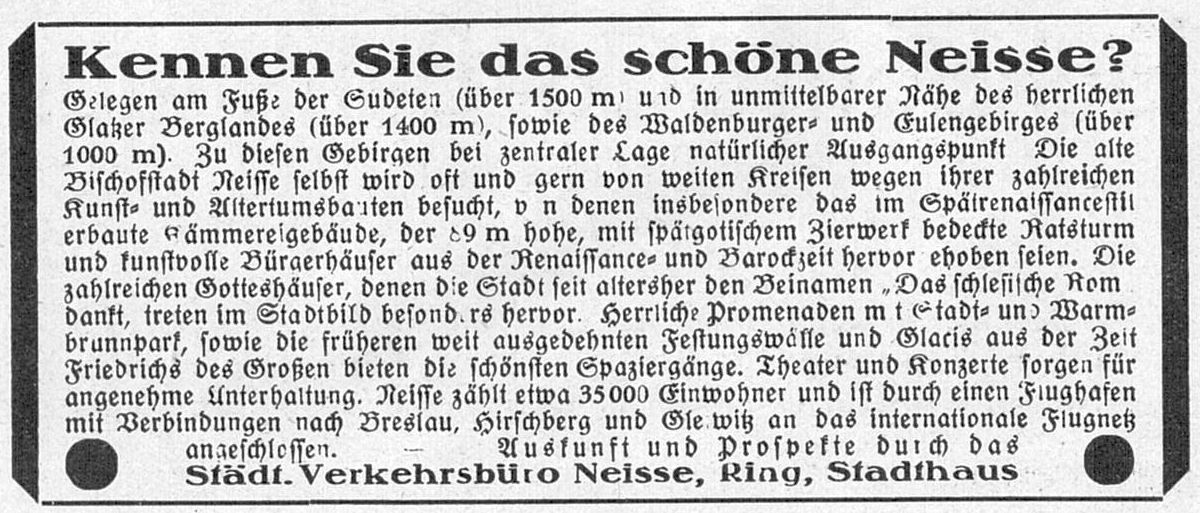
Werbung für Neisse (1929)

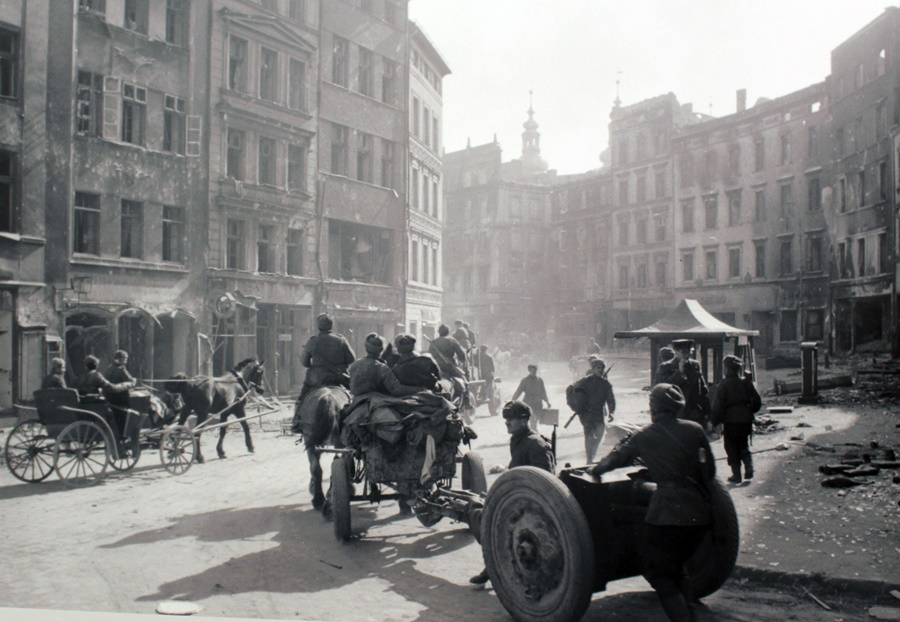
Rotarmisten am Neisser Ring, März 1945

Am Anfang des 20. Jahrhunderts hatte Neiße zwei evangelische, sieben katholische Kirchen, eine Synagoge, ein Gymnasium, eine Realschule, eine Militär-Fachschule, ein fürstbischöfliches Knabenseminar und eine landwirtschaftliche Winterschule. 1910 wurden die südlich gelegenen Vororte Mittel- und Nieder-Neuland eingemeindet, und am 1. Juli 1911 wurde Neisse ein selbstständiger Stadtkreis. Im gleichen Jahr wurde das neue städtische Krankenhaus an der Kronprinzenstraße (heute: ul. Bohaterów Warszawy) südwestlich der Altstadt eröffnet.
Vor dem Ersten Weltkrieg wurden in Neisse die katholisch geprägten Vereinigungen Quickborn und Volkshochschule Heimgarten gegründet.
Nach dem Ersten Weltkrieg entstanden nach starkem Zustroms von Flüchtlingen aus Ostoberschlesien neue Wohnviertel. Entlang der Marienstraße (heute: ul. Mariacka) und der Nikolaistraße (heute: ul. 22 Stycznia) entstanden Gartenstädte mit zwei- bis dreigeschossigen Wohnhäusern im Heimatstil. Allein zwischen 1919 und 1930 entstanden im Auftrag der Stadt und Wohnbaugenossenschaften 1100 Neubauwohnungen in Neisse. 1921 wurde die Gemeinde Ober-Neuland mit dem Missionshaus Heiligkreuz eingemeindet. 1925 errichtete die Stadt, als erste schlesische Stadt, ein großes Sportstadion, u. a. zur Austragung von Fußballspielen und Tennis. 1925 umfasste der Stadtkreis Neisse eine Fläche von 23,4 km² mit 34.849 Einwohnern.
Bei den Reichstagswahlen war bis 1933 die Zentrumspartei stärkste Partei im Stadtkreis Neisse. Bei der Reichstagswahl März 1933 erhielt die Nationalsozialistische Deutsche Arbeiterpartei (NSDAP) in der Stadt 29,8 Prozent der abgegebenen Stimmen. Während der Herrschaft des NS-Regimes wurden auch in Neisse jüdische Geschäfte boykottiert. In den 1930er wurden in der Altstadt zahlreiche Bauwerke saniert und renoviert, darunter der Schöner Brunnen, der gotische Rathausturm und mehrere Bürgerhäuser am Ring. Anfang September 1938 wurde Neisse durch ein Hochwasser der Glatzer Neiße und Biele überflutet; die Altstadt stand bis zu einem Meter unter Wasser. Zahlreiche Brücken wurden zerstört. Während der Pogromnacht am 9. November 1938 wurde die Synagoge in der Josefstraße in Brand gesteckt. 1943 wurde der Jüdische Friedhof von der Gestapo beschlagnahmt und verwüstet. Bis 1945 wurde in Neisse keine Straße oder Platz nach Adolf Hitler benannt.
Bis zum Jahr 1945 umfasste der Stadtkreis Neisse eine Fläche von 23,93 km² und sechs Stadtteilen, darunter Neisse, Neisse II (ehemals Mährengasse), Neisse-Ober Neuland, Neisse-Neuland, Neisse-Nieder Neuland und Neisse-Neumühl.
Gegen Ende des Zweiten Weltkriegs wurde Neisse zur Festung erklärt. Am 15. März 1945, zum Beginn der Oberschlesischen Operation, begann der Kampf um Neisse mit Artilleriefeuer. Es folgten Bombardierungen und Bordwaffenbeschuss. Am 23. März war die Innenstadt zu einem großen Teil zerstört. Zahlreiche Gebäude brannten aus, darunter das Gymnasium und die St. Jakobuskirche. Der Rathausturm am Ring stürzte in Folge des Artilleriebeschusses in sich zusammen und zerstörte anliegende Bauten. Einige Bauten überstanden das Artilleriefeuer zunächst.
Der fanatische Generalfeldmarschall Ferdinand Schörner verurteilte am 22. März 1945 den Kommandanten der Festung Neisse, Oberst Georg Sparre, und dessen vermeintlichen Stellvertreter ohne Verfahren zum Tode, weil sie die Festung der Roten Armee fast kampflos überlassen hätten. Die Urteile wurden nicht vollstreckt. Am 24. März 1945 nahm die Rote Armee Neisse ein. Infolge von Brandlegung durch Soldaten der Roten Armee wurde das Zentrum von Neisse weiter zerstört. Sämtliche Bürgerhäuser am Ring und entlang der Hauptstraßen, Neustädter- und Berliner Straße, wurden niedergebrannt und stürzten ein, darunter auch das kunsthistorische wertvolle Kämmereigebäude an der Südseite des Rings. Am Ende waren etwa 80 % der Neisser Innenstadtbebauung zerstört. Lediglich die Bebauung am Salzring, darunter das Carolinium und die Jesuitenkirche, blieben nahezu unbeschädigt stehen.

### 1945 – Übergang an Polen

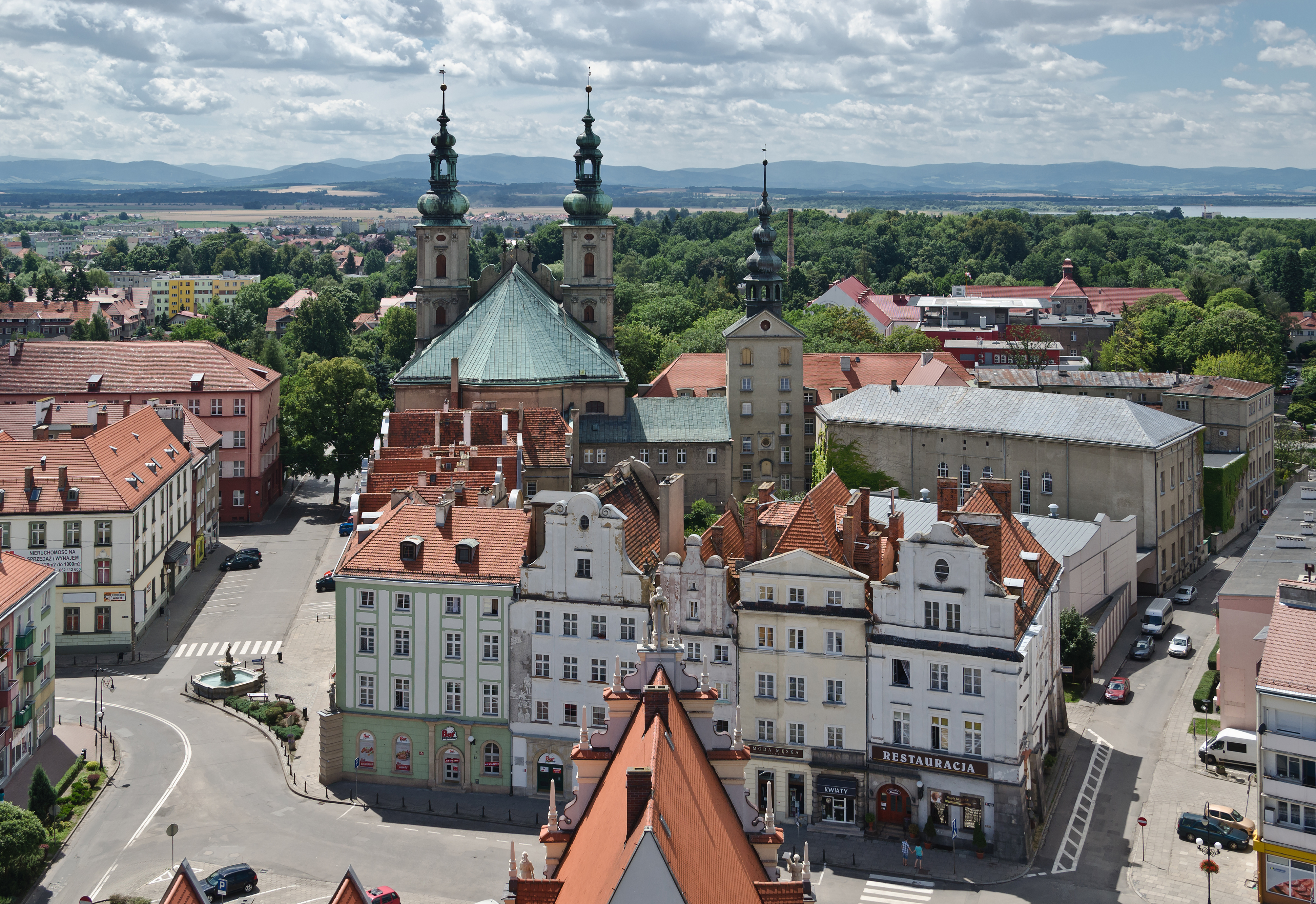
Wiederaufgebaute Bürgerhäuser an der Südseite des Rings

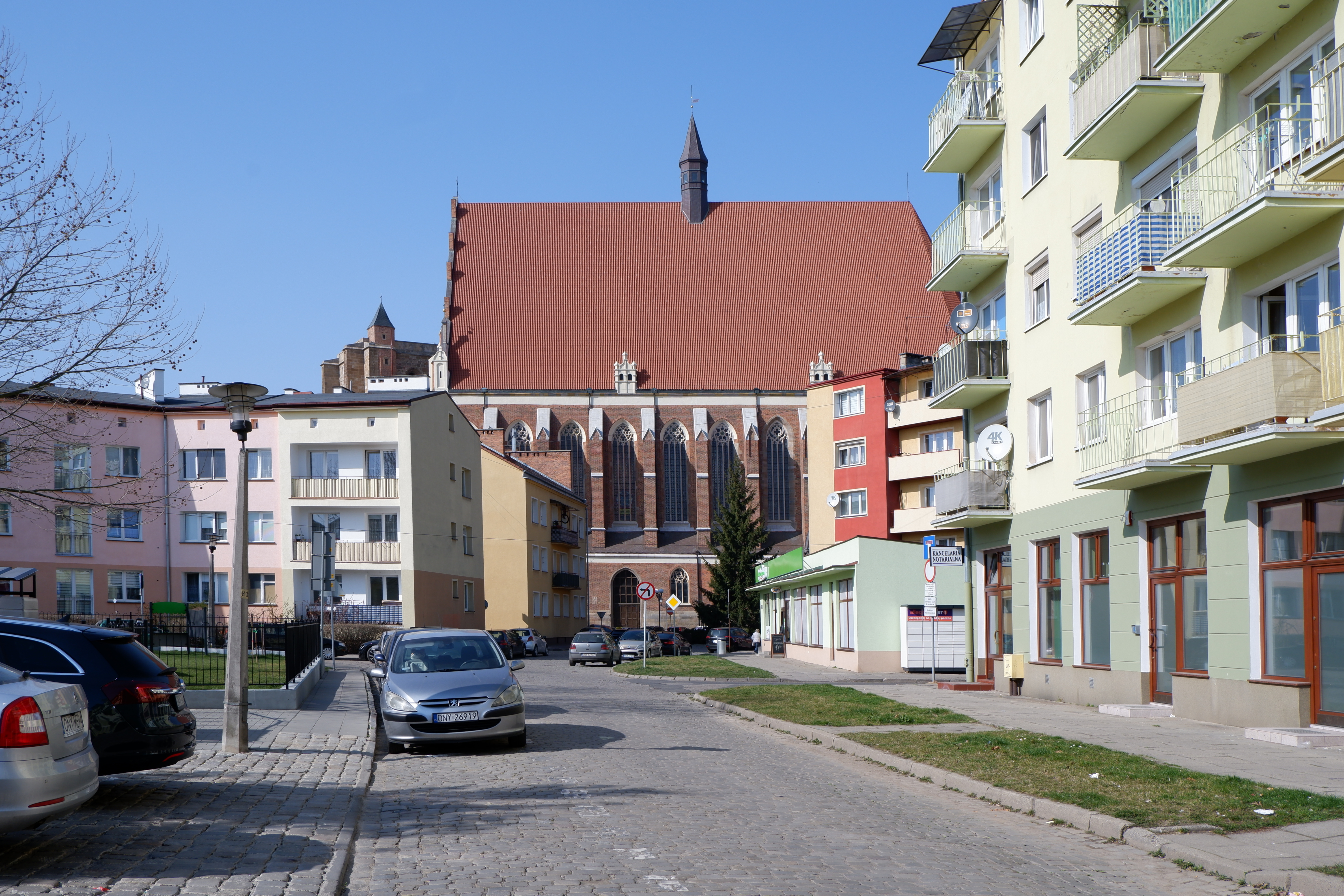
Architektonische Kontraste in der Altstadt nach dem Wiederaufbau

Die Rote Armee unterstellte Neisse dem am 11. März 1945 gebildeten Bezirk Oppelner Schlesien der Verwaltung durch die Volksrepublik Polen. Die Stadt erhielt den Namen Nysa. Ein Teil der geflohenen Einwohner war in die Stadt, die weitere Schäden durch Brandstiftungen erlitten hatte, zurückgekehrt. Im Dezember 1945 befanden sich in der Stadt etwa 8700 Deutsche sowie rund 5000 polnische Migranten. Die neu angesiedelten Bewohner waren teilweise Zwangsumgesiedelte aus Ostpolen, das an die Sowjetunion gefallen war. 
Ein katholischer Priester beschrieb im April 1946 die Lage so:

„Nach dem Waffenstillstand gestatte man uns endlich die Rückkehr nach Neiße. Wir hatten unterwegs viel über die Stadt gehört. Was wir aber sahen, übertraf unsere schlimmsten Befürchtungen. Wir waren die ersten Priester, die in diese tote, ausgebrannte und inzwischen gänzlich entvölkerte Stadt zurückkehrten. Unsere erste Arbeit war es, die Leichen der mißbrauchten Schwestern zu begraben. Ihre Zahl war auf über dreißig gestiegen. Im benachbarten Franziskanerkloster waren der hochw. P. Guardian und fünf Laienbrüder ermordet worden.“

Anfang Juni 1946 wurden die eingesessenen Einwohner nahezu vollständig aus Neisse vertrieben. Die verbliebene deutsche Minderheit wurde erst nach der Absetzung des kommunistischen Regimes 1989/90 anerkannt.
Die ersten Jahre nach dem Krieg stieg die Einwohnerzahl in Neisse rasch an. Bis 1948 lebten in Neisse wieder knapp 15.000 Einwohner. Ende der 1940er begann der Wiederaufbau der Neisser Innenstadt. Geplant war zunächst der Wiederaufbau von über 160 ursprünglichen Denkmälern in der Stadt. Im Jahr 1950 wurde die Abtragung von Ruinen untersagt, sodass eine Rekonstruktion mit historischen Materialien erfolgen konnte. Erste Bauten, wie die St. Jakobuskirche und das Kämmereigebäude wurde bis Anfang der 1950er wiedergebaut. Bedingt durch fehlende Finanzmittel verzögerte sich der Wiederaufbau zusehends. 1951 musste die Stadt Neisse Ziegelsteine für den Wiederaufbau der Hauptstadt Warschau liefern, weshalb Ruinen im Stadtzentrum abgerissen wurden. Trotz aller Restriktionen konnten entlang der ul. Bracka und an der Südseite des Rings Bürgerhäuser im Stil der Renaissance und der Gotik rekonstruiert werden.
Ab Mitte der 1950er wandelte sich das Leitbild für den Wiederaufbau von zerstörten Städten in Polen. Nunmehr konzentrierte man sich auf einen schnellen Wiederaufbau und eine schnelle Beseitigung der Ruinen. In Neisse wurde bis Ende des 1950er sämtliche Ruinen, außer der Rathausruine, abgerissen. Der Wiederaufbau der Innenstadt erfolgte in modernen sozialistischen Formen. Bis in die 1970er Jahre entstanden moderne schlichte Zeilenbebauungen, die das Stadtzentrum bis heute prägen. Lediglich entlang des Ring wurde die historischen Raumkanten aufgenommen. Im Jahr 1966 wurden die letzten Ruinen, die des Rathauses und des Rathausturmes, beseitigt.
Bis in die 1970er Jahre wurden im Stadtzentrum über 4.300 neue Wohnungen errichtet. Die Bevölkerung wuchs von 1960 bis 1965 von 28.000 auf 35.000 Einwohner. Nysa entwickelte sich zu einem wichtigen industriellen Zentrum im Süden der Woiwodschaft Oppeln. In Nysa entstand ein Werk für den Bau des Kleinbusses Nysa. In den 1980er Jahren wurde der barocke Bischofspalast wiederaufgebaut. Nysa galt als bedeutendes Wirtschafts- und Kulturzentrum.

### Dritte Polnische Republik (seit 1989)
Nach den ersten freien Kommunalwahlen in Nysa im Jahr 1990 wurde Jacek Suski erster Bürgermeister der Stadt.
Infolge einer Vb-Wetterlage mit ausgedehnten Starkniederschlägen längerer Dauer in den tschechischen und polnischen Gebirgsregionen (Riesengebirge und Altvatergebirge) kam es im Juli 1997 zu Überschwemmungen in Polen und Deutschland. Die Glatzer Neiße stieg in nur wenigen Tagen rasant an. Der angrenzende Jezioro Nyskie konnte die angefallenen Wassermassen nicht mehr fassen. Am 8. Juli wurden die Schleusen des Dammes geöffnet. Dies führte zur Überschwemmung an der Glatzer Neiße und den am Flusslauf befindlichen Städten und Dörfern. Weite Teile der Stadt Nysa lagen ab dem 8. Juli um ca. 16 Uhr bis zu einem Meter unter Wasser, darunter auch die Altstadt. Erst zum 11. Juli floss das Wasser der Glatzer Neiße allmählich ab. Durch das Hochwasser wurden zahlreiche Gebäude beschädigt, Straßen unterspült und Brücken zerstört.
Bei der Volkszählung von 2002 wurden nur 98 Menschen (0,2 % der Einwohner) als Menschen mit deutscher Nationalität erfasst.

### Juden in Neisse
Die Anwesenheit von Juden in Neisse ist erstmals 1319 bezeugt. 1327 begnadigte der Breslauer Bischof Nanker einen verurteilten Juden. 1349, während einer besonders dramatischen Pest-Edpidemie, wurden die örtlichen Juden Opfer eines schweren Pestpogroms. Im Jahr 1361 kam es nach Anschuldigungen wegen Hostienschändung zu einem neuen Pogrom. 1410 wurde eine Holzsynagoge errichtet und 1423 ein jüdischer Friedhof. 1526 kamen die schlesischen Juden in den Herrschaftsbereich des Deutschen Reiches. Die größte Mitgliederanzahl erreichte die jüdische Gemeinde Neisse im Jahr 1861 mit 464 Personen. 1892 wurde eine neue Synagoge aus Backstein errichtet, die ein älteres Gebäude ersetzte. 1933 lebten noch 220 Juden in der Stadt. Das Ende der deutschsprachigen jüdischen Gemeinde kam mit den Novemberpogromen am 9. November 1938: die Synagoge wurde geschändet (aber nicht angezündet); Dutzende von jüdischen Geschäften und Wohnungen wurden von SA-Männern demoliert.
Im September 1939 wurden große Teile Polens von der Wehrmacht erobert und besetzt. Die 93 noch verbliebenen Juden wurden im Juli 1942 ins KZ Auschwitz deportiert. 1943 wurde der Jüdische Friedhof von der Gestapo beschlagnahmt, und die Synagoge wurde zerstört.

### Demographie
| Jahr | Einwohner | Anmerkungen |
| ---- | --------- | --- |
| 1756 | 5284      | meist Katholiken |
| 1766 | 4426      | [ 19 ] |
| 1776 | 4512      | [ 19 ] |
| 1780 | 4369      | [ 19 ] |
| 1782 | 5657      | [ 19 ] |
| 1783 | 4584      | [ 19 ] |
| 1784 | 4550      | ohne die Garnison |
| 1816 | 7219      | [ 20 ] |
| 1825 | 10.398    | darunter 1754 Evangelische, 8429 Katholiken und 215 Juden |
| 1840 | 11.086    | davon 1969 Evangelische, 8839 Katholiken und 278 Juden |
| 1852 | 16.672    | [ 23 ] |
| 1855 | 12.346    | Zivileinwohner |
| 1861 | 12.760    | Zivileinwohner, davon 2133 Evangelische, 10.163 Katholiken, 464 Juden |
| 1867 | 19.660    | am 3. Dezember |
| 1871 | 19.376    | darunter 3700 Evangelische und 500 Juden (4075 Militärpersonen); nach anderen Angaben 19.367 Einwohner (am 1. Dezember), davon 3379 Evangelische, 15.545 Katholiken, zehn sonstige Christen, 433 Juden                                                                                         |
| 1880 | 20.507    | [ 27 ] |
| 1885 | 21.837    | [ 27 ] |
| 1890 | 22.444    | darunter 4960 Evangelische, 17.134 Katholiken und 342 Juden |
| 1905 | 25.394    | mit der Garnison (ein Infanterieregiment N. 23, eine Abteilung Feldartillerie Nr. 21, ein Bataillon Fußartillerie Nr. 6, ein Pionierbataillon Nr. 6), davon 5035 Evangelische, 20.090 Katholiken und 269 Juden                                                                                 |
| 1910 | 30.442    | am 1. Dezember, mit der Garnison (3977 Mann), davon 5088 Evangelische, 24.798 Katholiken, ca. 230 Juden, 49 Sonstige (29.173 mit deutscher, 1000 mit polnischer Muttersprache, 216 Einwohner sprechen Deutsch und eine andere Sprache); nach anderen Angaben ohne das Militär 25.938 Einwohner |
| 1919 | 29.415    | [ 27 ] |
| 1925 | 32.604    | darunter 4929 Evangelische, 27.259 Katholiken, 34 sonstige Christen und 216 Juden |
| 1933 | 35.037    | darunter 5079 Evangelische, 29.556 Katholiken, sieben sonstige Christen und 222 Juden |
| 1939 | 35.433    | darunter 5013 Evangelische, 29.757 Katholiken, 41 sonstige Christen und 94 Juden |

| Jahr      | 1975   | 1983   | 1995   | 2000   | 2005   | 2016   |
| --------- | ------ | ------ | ------ | ------ | ------ | ------ |
| Einwohner | 37.300 | 43.500 | 48.899 | 48.234 | 47.545 | 44.474 |

## Politik

Wappen der Stadt Nysa

### Wappen
Das Wappen der Stadt Nysa zeigt auf rotem Grund sechs silberne Lilien. Die Lilien sind im Verhältnis drei zu zwei zu eins gestellt.

### Städtepartnerschaften
- Lüdinghausen (Nordrhein-Westfalen) seit 1993
- Ingelheim am Rhein (Rheinland-Pfalz)
- Jeseník (Tschechien)
- Šumperk (Tschechien)
- Kolomyja (Ukraine)
- Baltijsk (Oblast Kaliningrad)

### Stadtoberhäupter

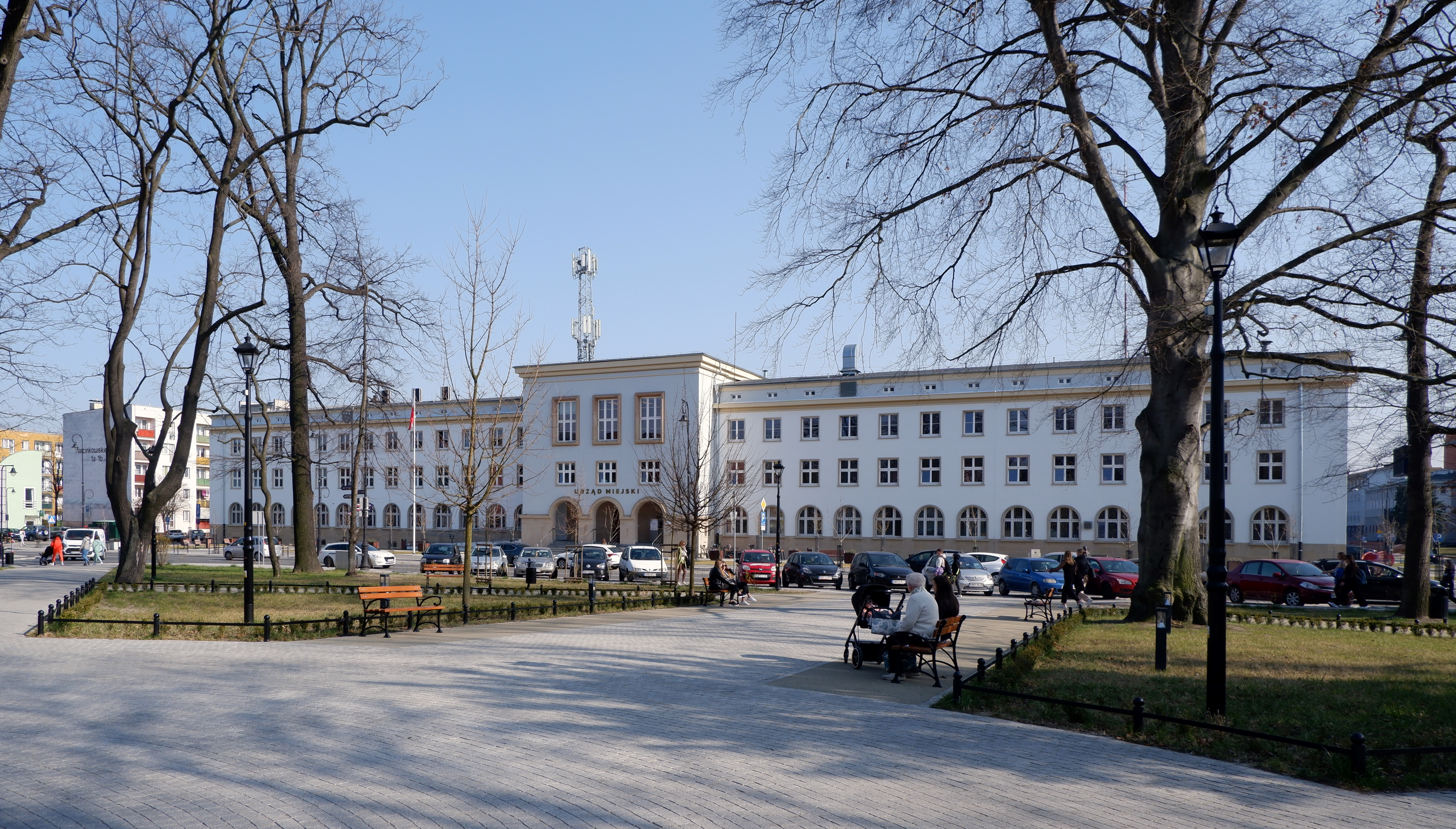
Gebäude der Stadtverwaltung und Sitz des Stadtpräsidenten an der ul. Kolejowej 15

#### Bürgermeister
- Max Warmbrunn (1911–1915)
- Albert Franke (1916–1933)
- Georg Mazur (1933–1945)

#### Stadtpräsidenten (1945–1951)
- Jan Koj (Mai 1945–Oktober 1945)
- Edward Stępień (Oktober 1945–1950)
- Krystyna Zawidzka (März 1950–November 1950)
- Feliks Świerczak (November 1950-Januar 1951)

#### Vorsitzender des Präsidiums des Städtischen Nationalrates (1951–1974)
- Aniela Odyjas (1951–1953)
- Jan Zieliński (1953–1954)
- Jan Radomański (1954–1968)
- Kazimierz Strzałkowski (1968–1972)
- Zbigniew Kulig (1972–1974)

#### Stadtpräsidenten (seit 1974)
- Jan Duszel (1974–1982)
- Władysław Dyrka (1982–1988)
- Mieczysław Warzocha (1988–1990)
- Jacek Suski (1990–1994)
- Mieczysław Warzocha (1994–1998)
- Janusz Sanocki (1998–2001)
- Ryszard Rogowski (Mai 2001–September 2001)
- Janusz Sanocki (September 2001–Oktober 2001)
- Ryszard Rogowski (Oktober 2001–November 2002)
- Marian Smutkiewicz (2002–2006)
- Jolanta Barska (2006–2014)
- Kordian Kolbiarz (2014– )

## Sehenswürdigkeiten

### Basilika St. Jakobus und Agnes

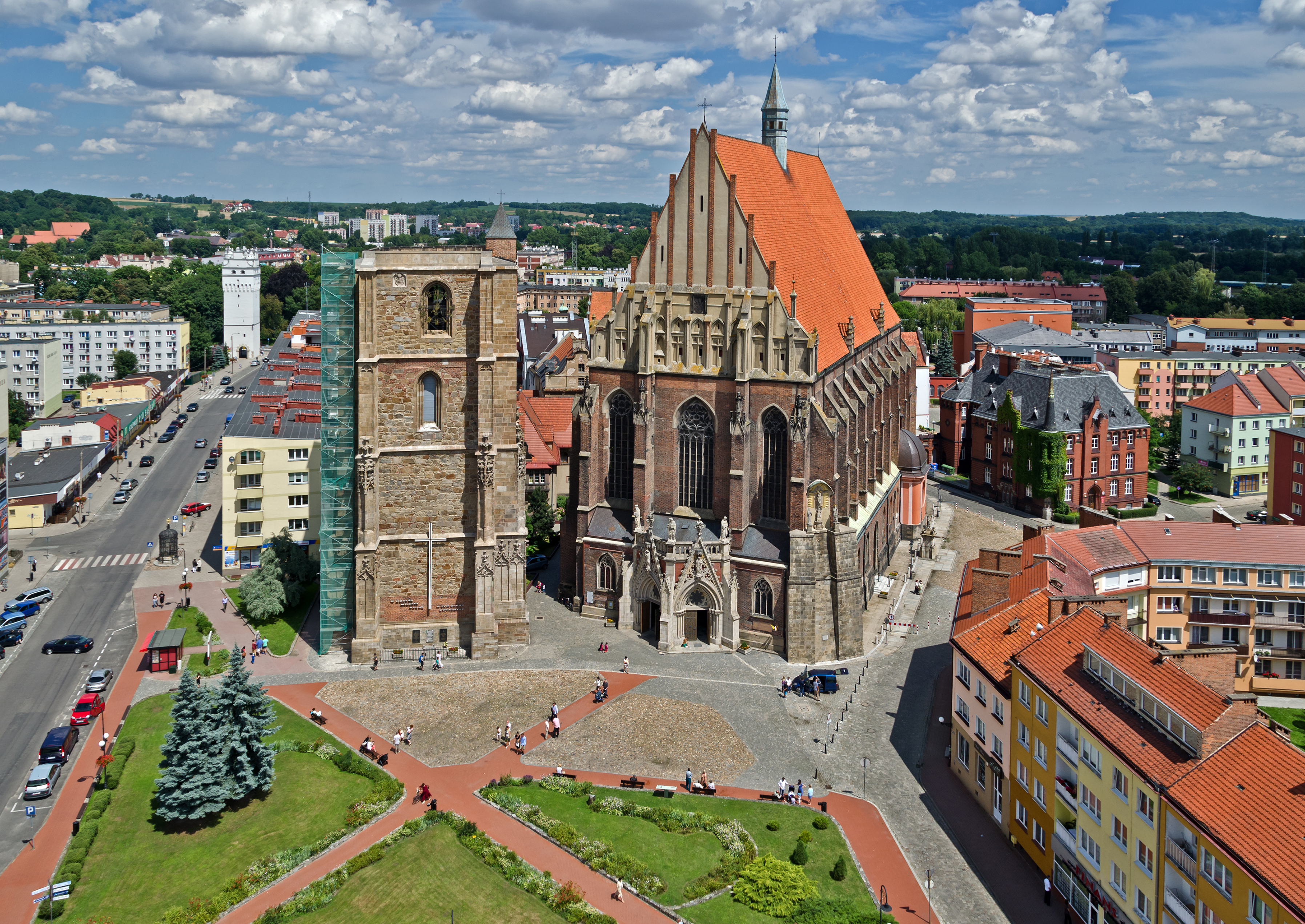
St.-Jakobs-Kirche

Die gotische Basilika St. Jakobus und Agnes wurde am Platz einer Vorgängerkirche von 1198 in den Jahren von 1401 bis 1430 als dreischiffige Hallenkirche erbaut und mehrfach erweitert. Neben der großen Kirche befindet sich der freistehende unvollendete Glockenturm von 1474 bis 1516, in dem die Matthias-Glocke von 1498 hängt. Im Innern der ehemaligen Kathedrale befinden sich die Gräber von sieben Breslauer Bischöfen. Die Freskenmalerei der Dreifaltigkeitskapelle schuf 1753 Felix Anton Scheffler. Die Instandsetzung des Kirchendaches und der Bausubstanz erfolgte wenige Jahre nach Kriegsende. Es war eine Gemeinschaftsleistung der deutschen Restbevölkerung und der polnischen Neubürger.
Im Glockenturm der St.-Jacobus-Kirche befindet sich eine Schatzkammer mit kirchlichen Geräten. Gezeigt werden kostbare Liturgische Geräte, die während des Zweiten Weltkriegs auf Veranlassung des letzten deutschen Pfarrers Prälat Karl Wawra eingemauert worden waren und nur zufällig wiedergefunden wurden. Die Einrichtung der Schatzkammer wurde durch großzügige Geldspenden in Höhe von 230.000 Euro aus Deutschland möglich.

### Kämmereigebäude

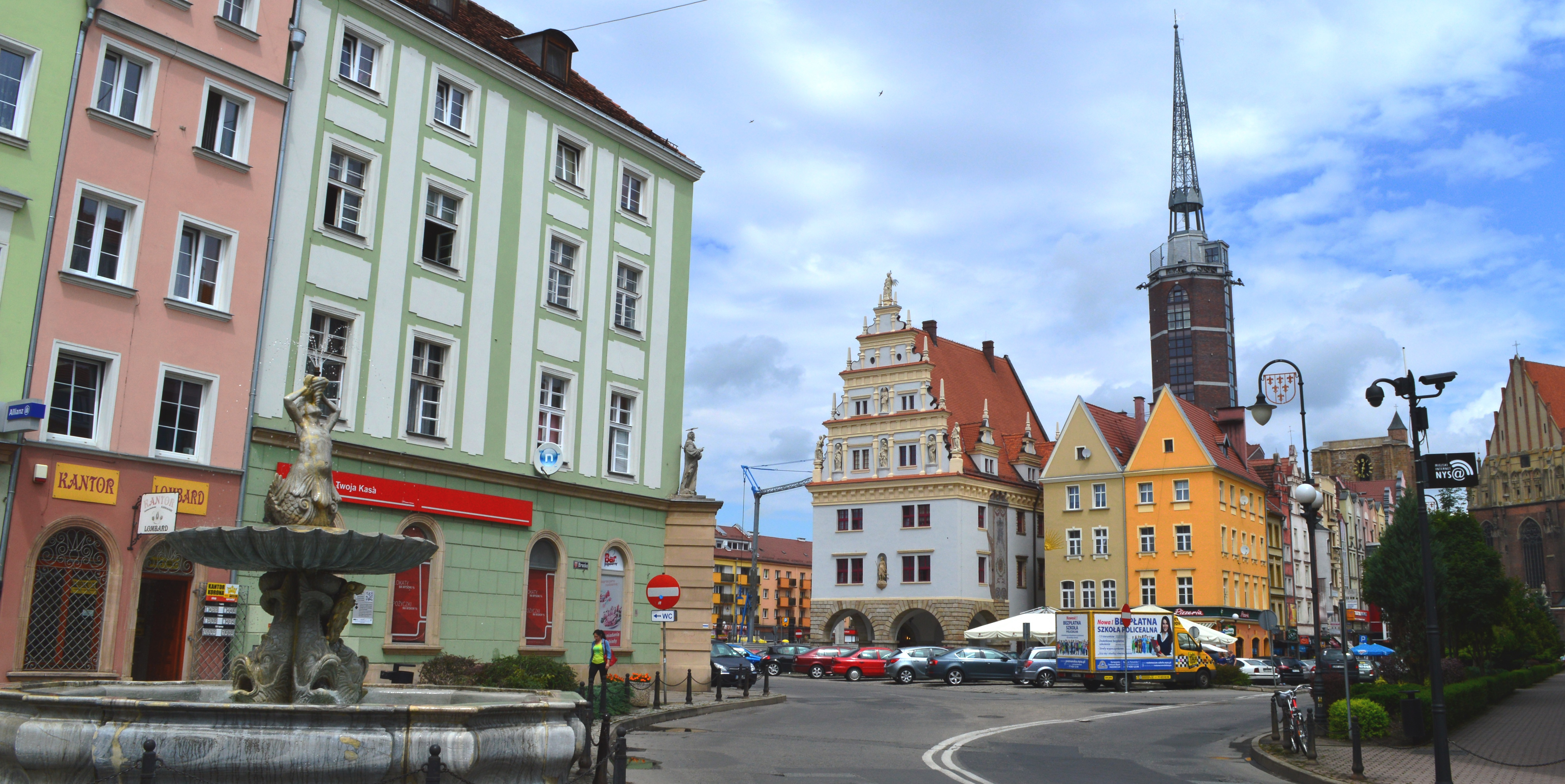
Blick auf den Neisser Ring mit Kämmereigebäude und Rathausturm

Das Kämmereigebäude entstand zwischen 1602 und 1604 im Stil der Spätrenaissance durch die Initiative von Bischof Johann VI. von Sitsch. Zuvor stand auf dem Gelände des Gebäudes eine kleine Markthalle, welche 24 Stände beherbergte. Im Kämmereigebäude war die Verwaltung des Fürstentums Neisse untergebracht. Während der Napoleonischen Kriege wurde das Gebäude 1807 zerstört und erst 1890 wieder aufgebaut. Nach dem Einmarsch der Roten Armee im Jahr 1945, wurde das Gebäude geplündert und in Brand gesteckt. Der eingestürzte Schaugiebel wurde nach dem Krieg in seiner Kubatur rekonstruiert, so dass die städtische Bibliothek in das Gebäude einziehen konnte. 2011 erfolgte eine Rekonstruktion des Zierrats und es Figurenschmucks der Fassade in Anlehnung an den Vorkriegszustand.

### Ring
Der Ring in Nysa ist ein mittelalterlicher Marktplatz in Nysa, welcher den Kern der Innenstadt bildet. Der Ring hat die Gestalt eines Rechtecks mit den Maßen 180 m mal 80 m und einer abgerundeten Ecke im Südwesten. Die historische Bebauung wurde Ende des Zweiten Weltkriegs weitestgehend zerstört. Der Großteil der Bebauung stammt aus den 1960er Jahren. Prägende Gebäude am Platz bilden das Kämmereigebäude, der Rathausturm sowie die St.-Jacobus-Kirche. Die Südseite des Rings wurde bis Mitte der 1950er Jahre originalgetreu rekonstruiert. Der Rathausturm wurde in moderner Form wiederaufgebaut.

### St.-Peter-und-Paul-Kirche

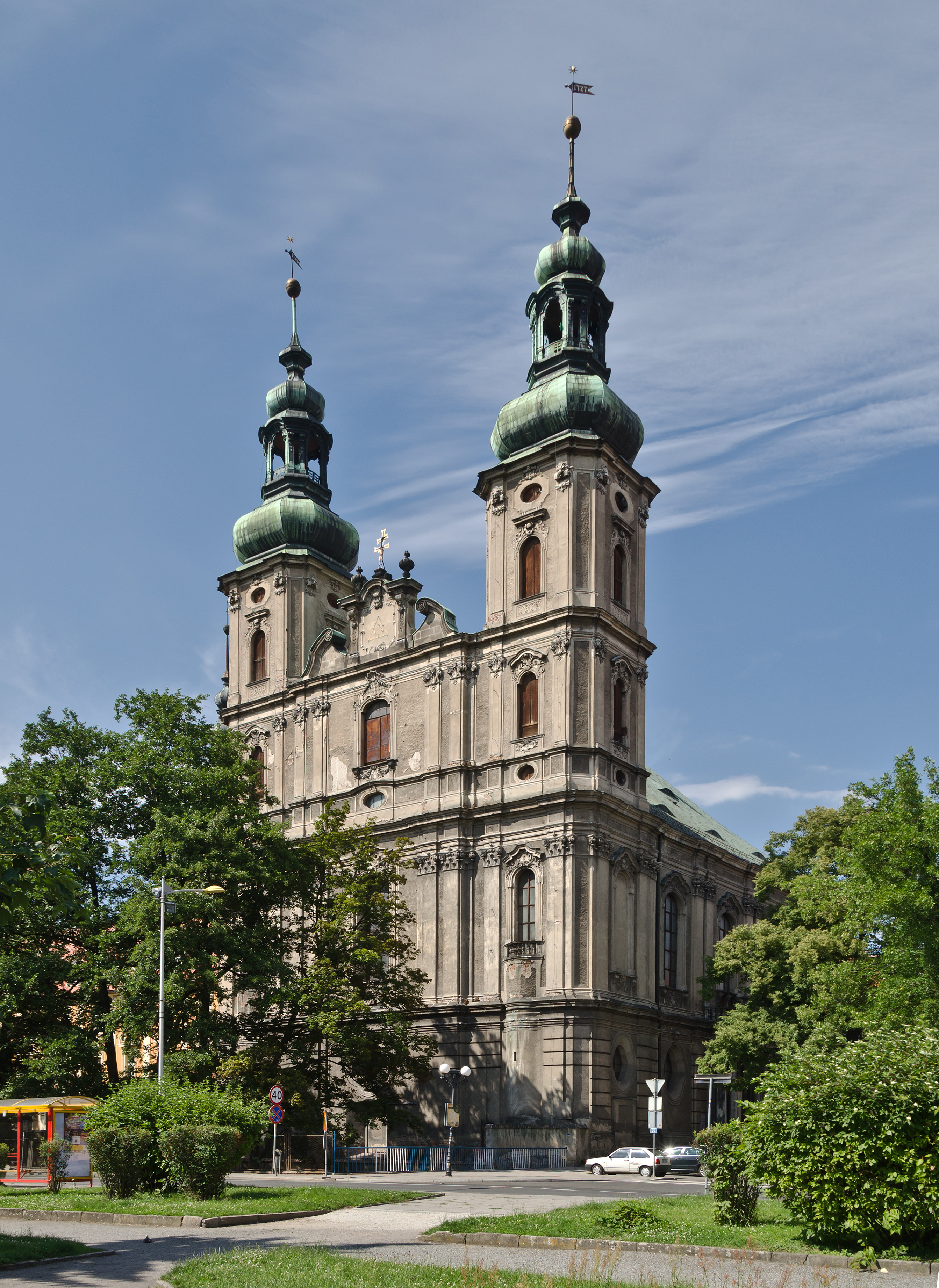
St.-Peter-und-Paul-Kirche

Die St.-Peter-und-Paul-Kirche wurde von 1720 bis 1730 als Stiftskirche der Kreuzherren mit dem doppelten roten Kreuz vom Hofbaumeister Michael Klein und nach dessen Tod von seinem Nachfolger Felix Anton Hammerschmidt nach dem Vorbild von St. Nikolaus auf der Prager Kleinseite vollendet. Die Fresken schufen die Brüder Christoph Thomas und Felix Anton Scheffler. Die Kirche besitzt eine reiche Barockausstattung mit zahlreichen Gemälden von Christian Philipp Bentum und Johann Melchior Brandeis. Die Kircge gehörte zum Kloster St. Peter und Paul.

### Jesuitenkirche
Die barocke Jesuitenkirche am Salzring wurde 1688 bis 1692 im Osten der Altstadt errichtet. Bei der Belagerung durch die Franzosen im Vierten Koalitionskrieg 1807 wurde sie zerstört und nachfolgend wieder aufgebaut. Den Zweiten Weltkrieg überstand das Kirchengebäude weitgehend unbeschadet. Dominiert wird der Bau durch die beiden Glockentürme mit Zwiebelhaube.

### Salzring

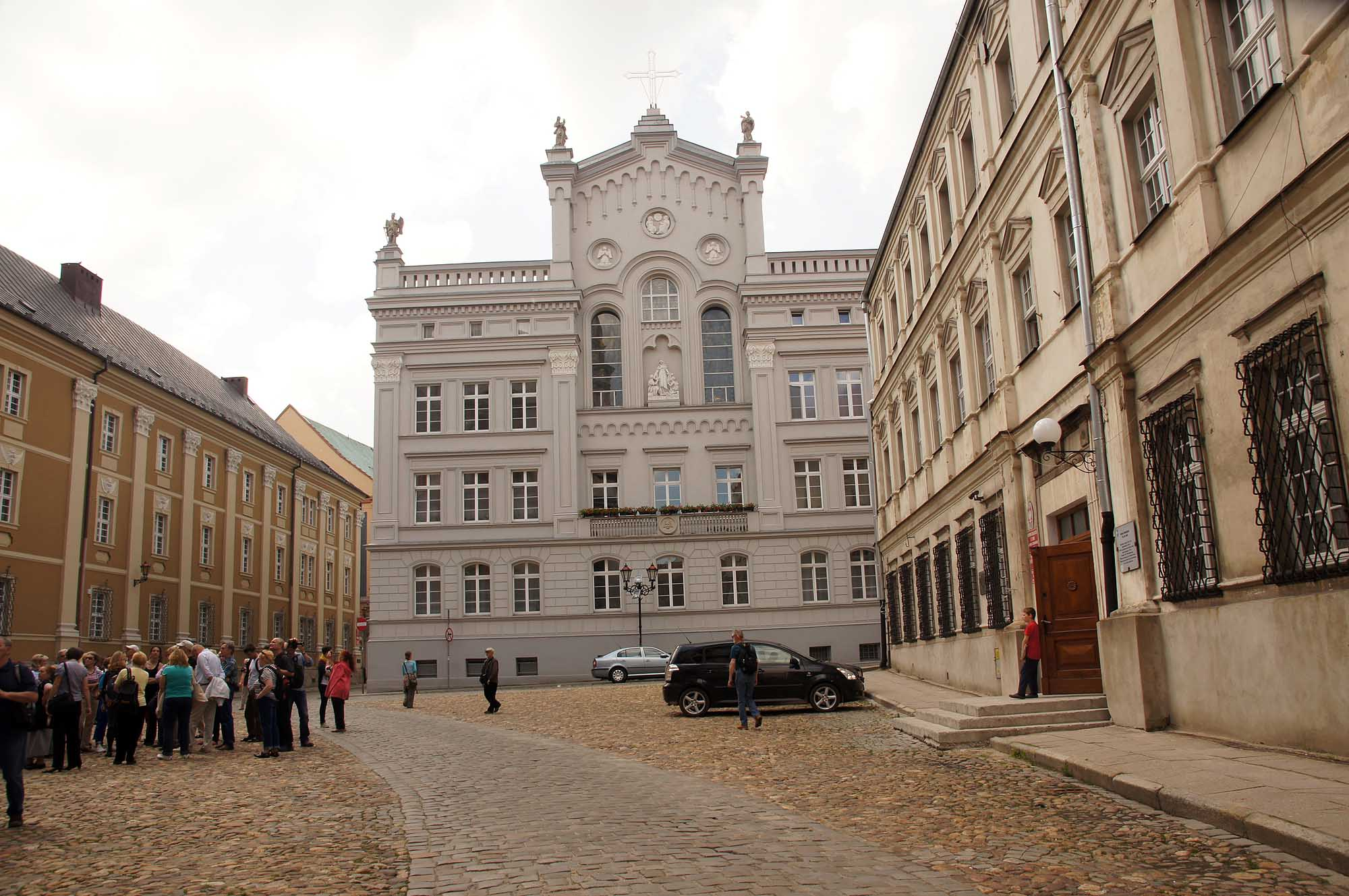
Salzring

Der Salzring ist ein Platz in der östlichen Altstadt. Die Gebäude am Platz entstammen nahezu ausschließlich aus dem 17. Jahrhundert und entstanden im barocken Stil. Am Platz steht die katholische Jesuitenkirche, das Kloster der Kongregation der Schwestern von der hl. Elisabeth, Seminar St. Anna (1709 errichtet) und das Carolinum.

### Schöner Brunnen

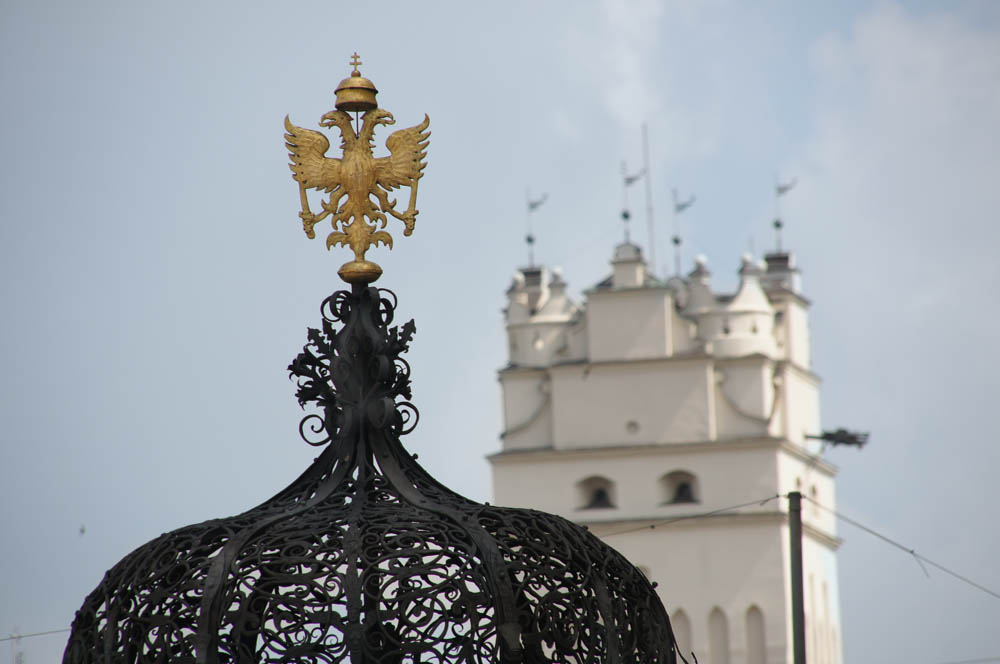
Detailansicht des Schönen Brunnen mit Breslauer Turm

Der barocke Schöne Brunnen wurde 1686 von Wilhelm Helleweg geschaffen. 1942 wurde das Brunnengitter zum Schutz vor Kriegszerstörungen abmontiert und eingelagert, nach Kriegsende 1946 gestohlen. Nach dem Wiederauffinden konnte er nach der Restaurierung 1969 wieder aufgestellt werden. Im Jahr 2000 bekam der Brunnen wieder seine goldene Bekrönung aufgesetzt.

### Weitere Sehenswürdigkeiten
- In der Schedelschen Weltchronik von 1493 ist Schlesien mit den Veduten von Breslau und Neisse vertreten, den beiden ersten Stadtansichten des Landes überhaupt.
- Der Breslauer Turm ist Bestandteil der mittelalterlichen Stadtmauern und steht im Norden der Neisser Altstadt.
- Der Münsterberger Turm ist ebenfalls ein Bestandteil der mittelalterlichen Stadtmauern und steht im Westen der Neisser Altstadt.
- Die evangelisch-lutherische Christuskirche wird als Sankt-Barbara-Kirche erstmals 1341 erwähnt.
- Dominikuskirche in der Friedrichstadt
- Friedhofskirche St. Rochus und Sebastian im Stadtteil Rochów
- Palast der Breslauer Bischöfe von 1722 bis 1725
- Bischofshof, erste Residenz der Breslauer Bischöfe in Neisse
- Kommandantenhaus, ehemalige Sitz der preußischen Kommandantur
- Tritonbrunnen
- Jerusalemer Friedhof mit Friedhofskirche Zum Heiligen Kreuz und dem Grabmal von Joseph von Eichendorff
- Garnisonsfriedhof
- Neuer Jüdischer Friedhof
- Festungsanlage Fort Preußen von 1744
- Kriegerdenkmal 1870/71

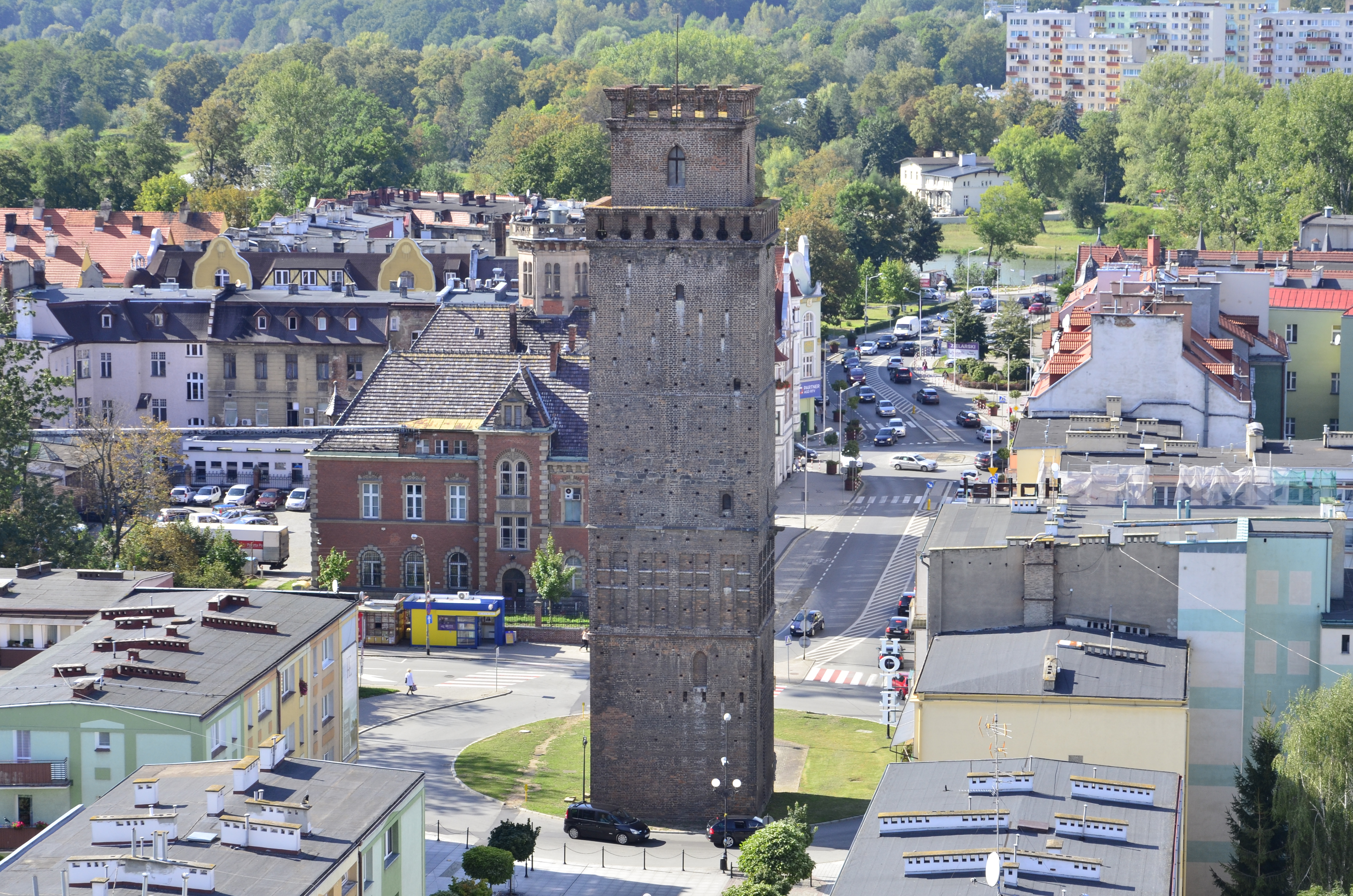
Münsterberger Turm
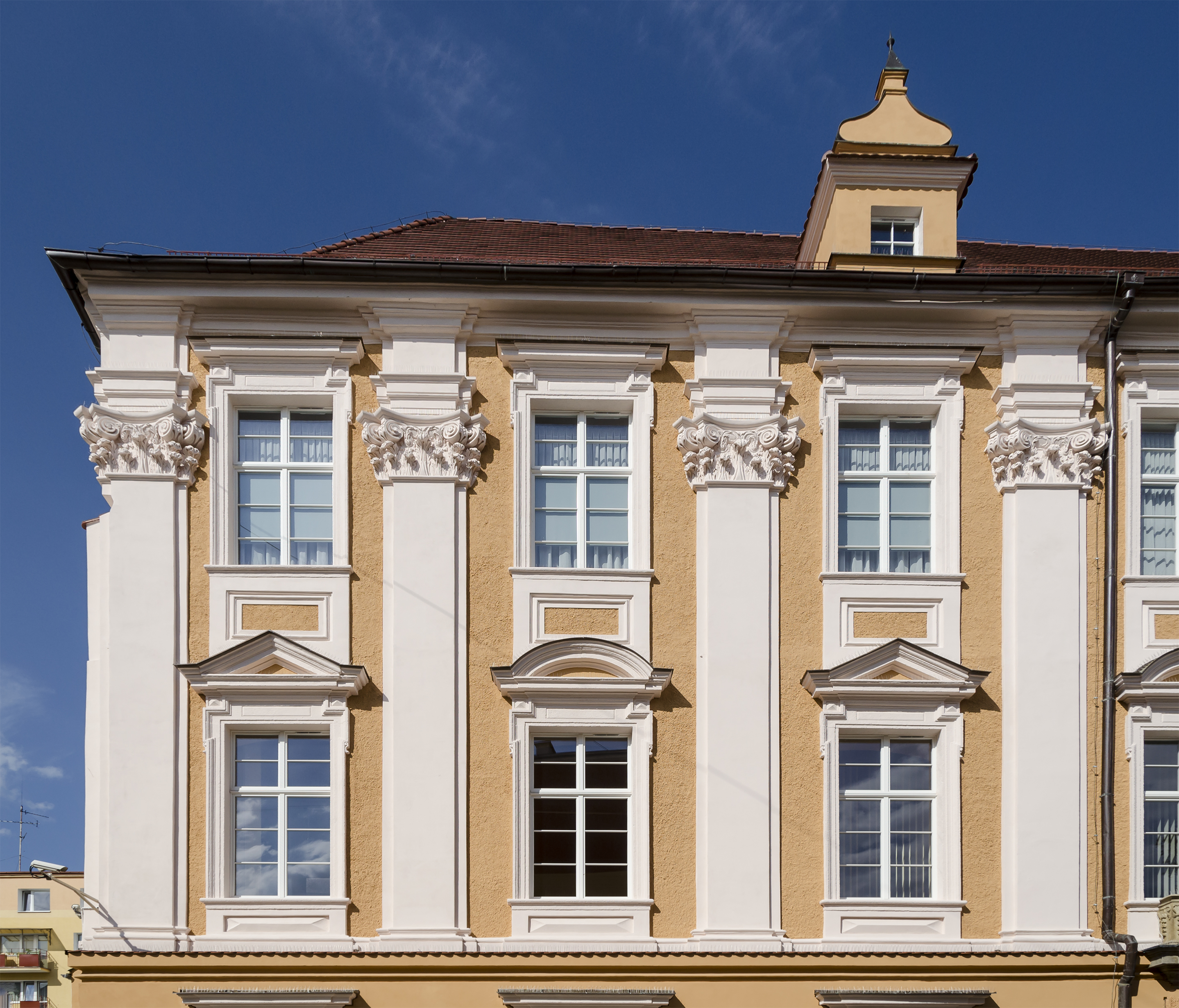
Detailaufnahme des Bischofspalastes
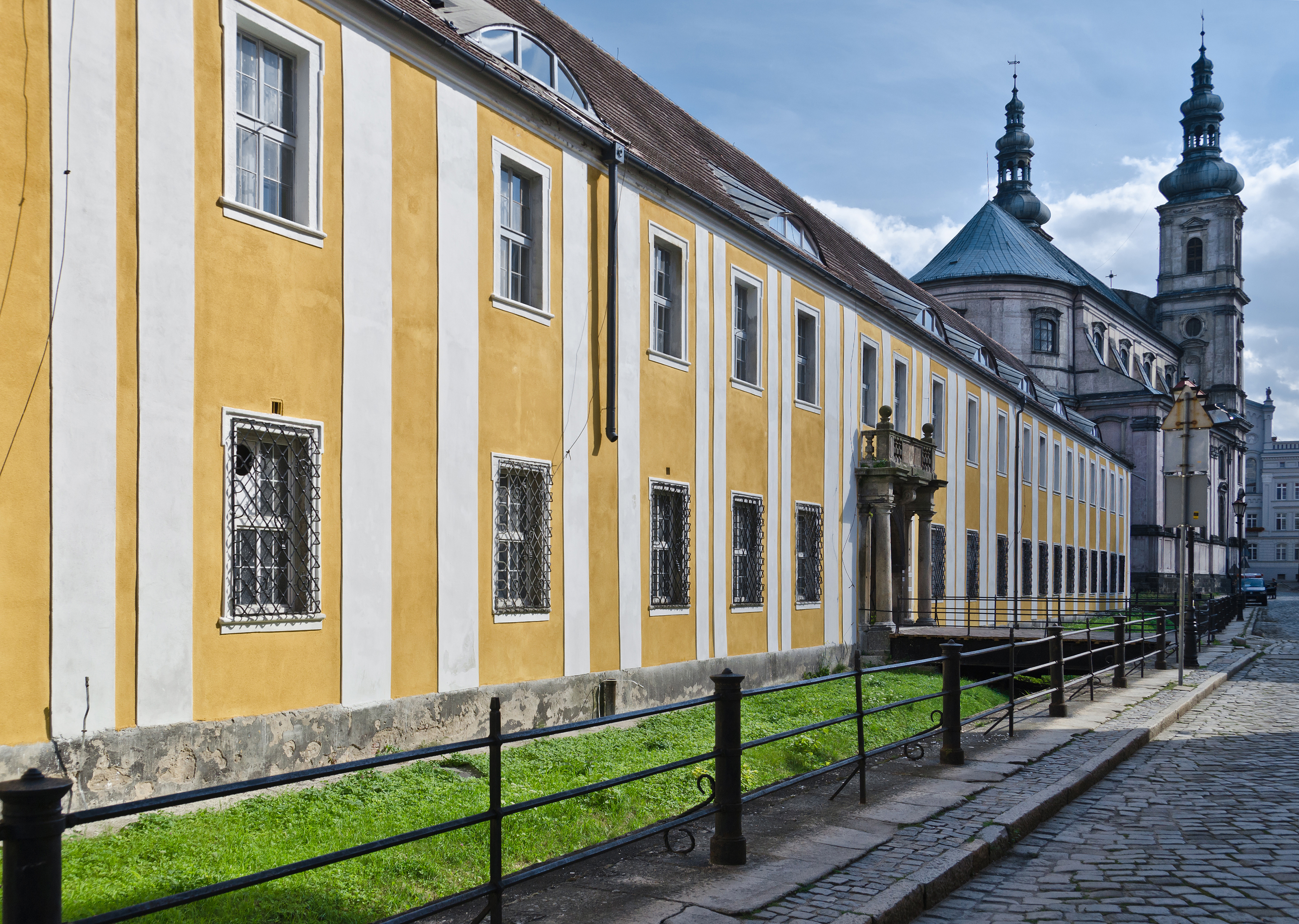
Bischofshof
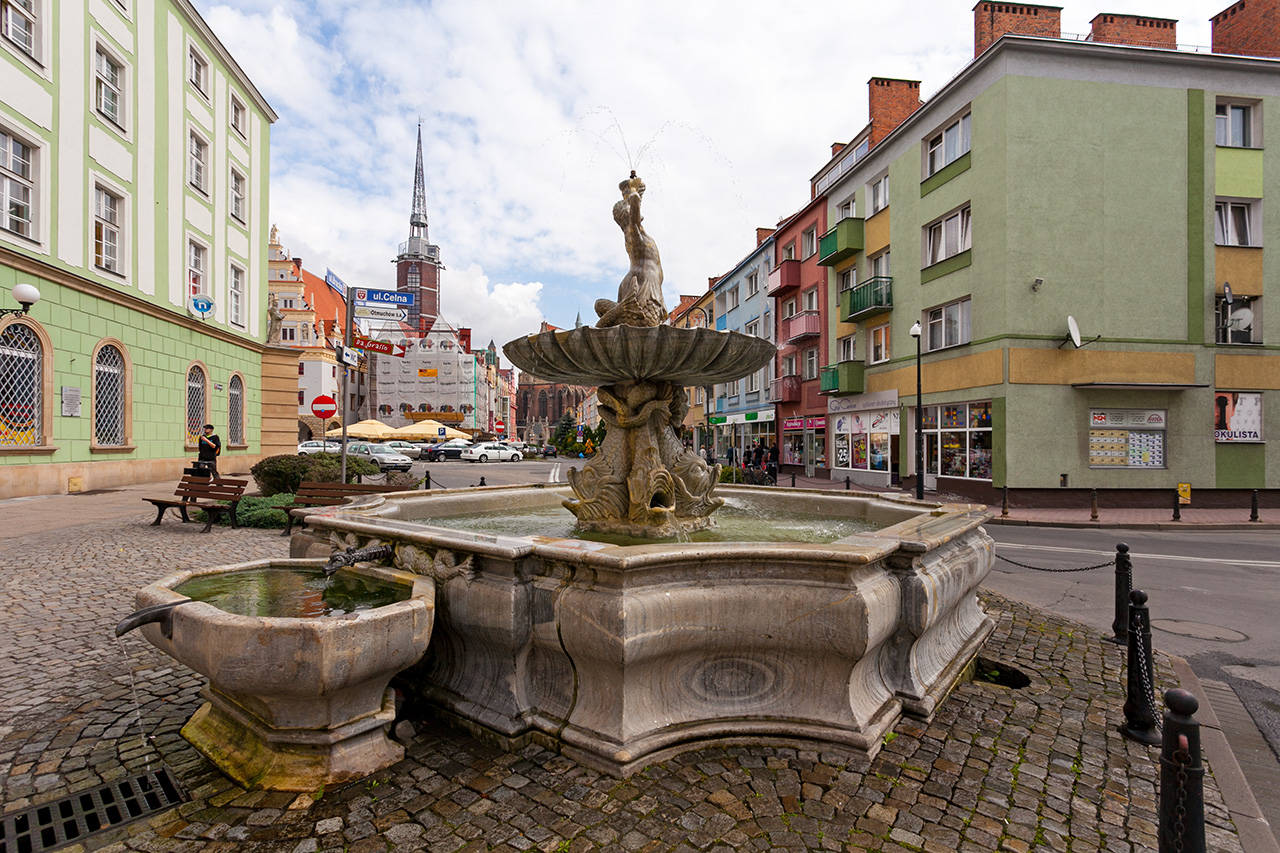
Tritonbrunnen
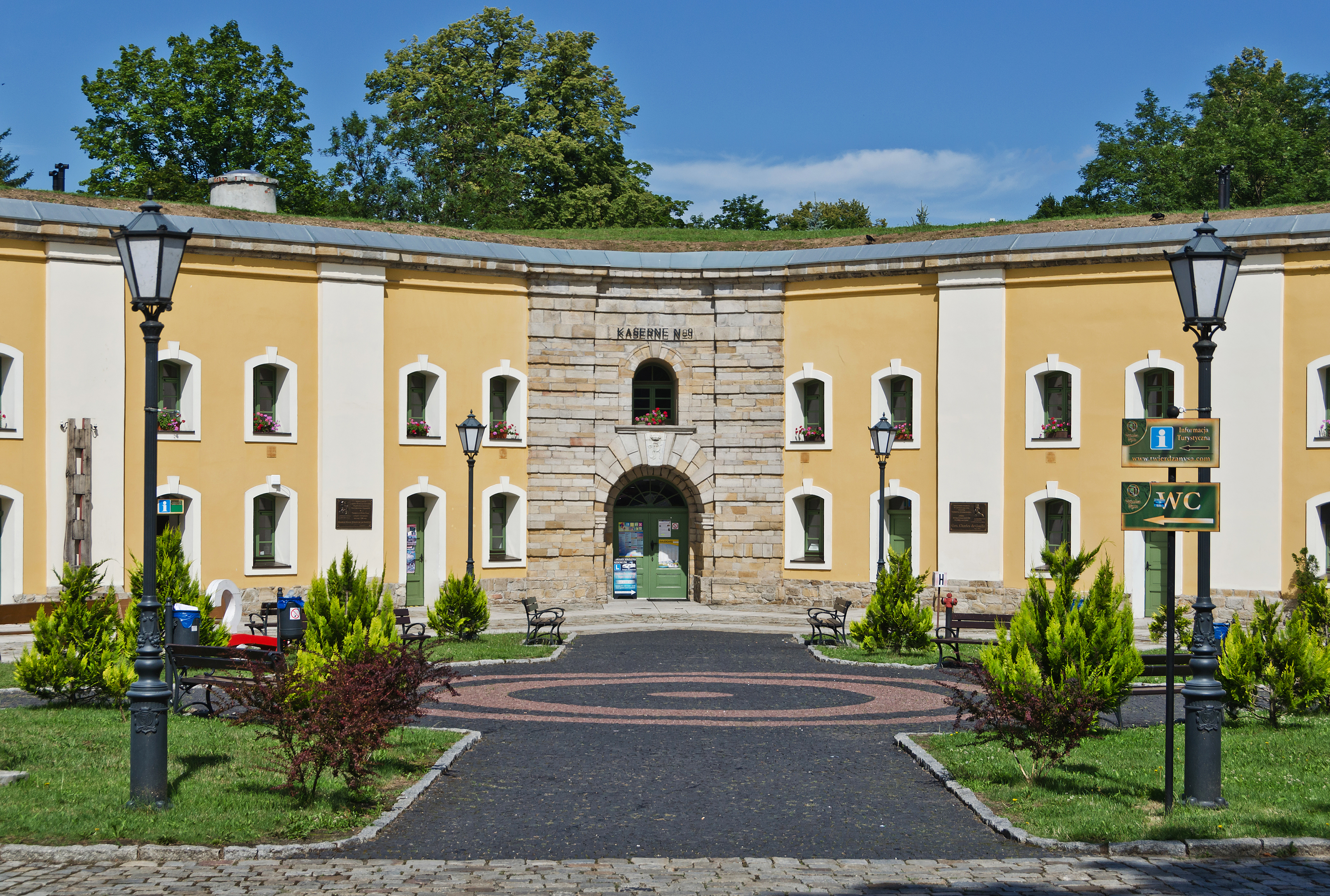
Bastei St. Hedwig, Teil der Festung Neisse
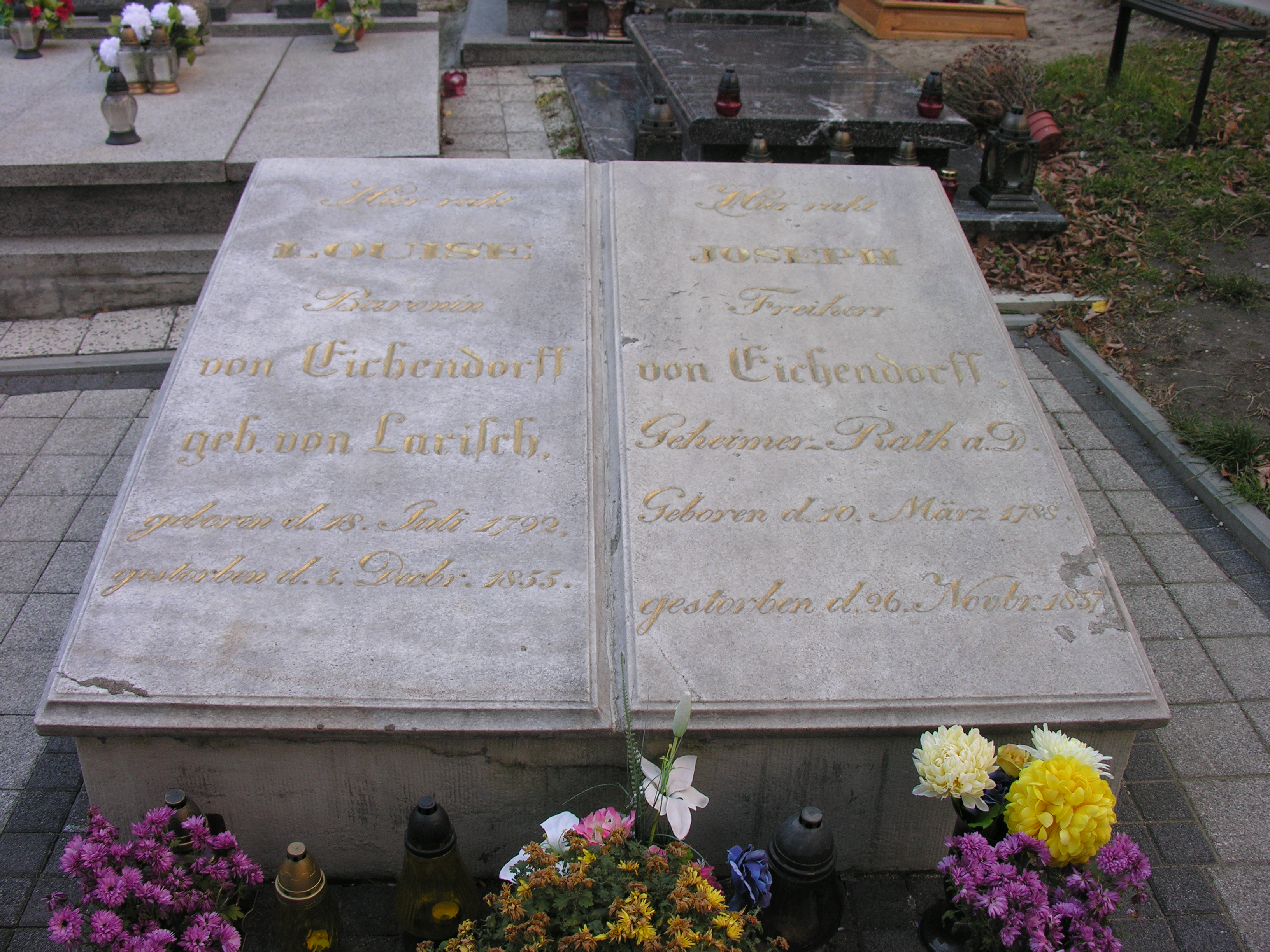
Das Grab von Joseph Eichendorff auf dem Jerusalemer Friedhof
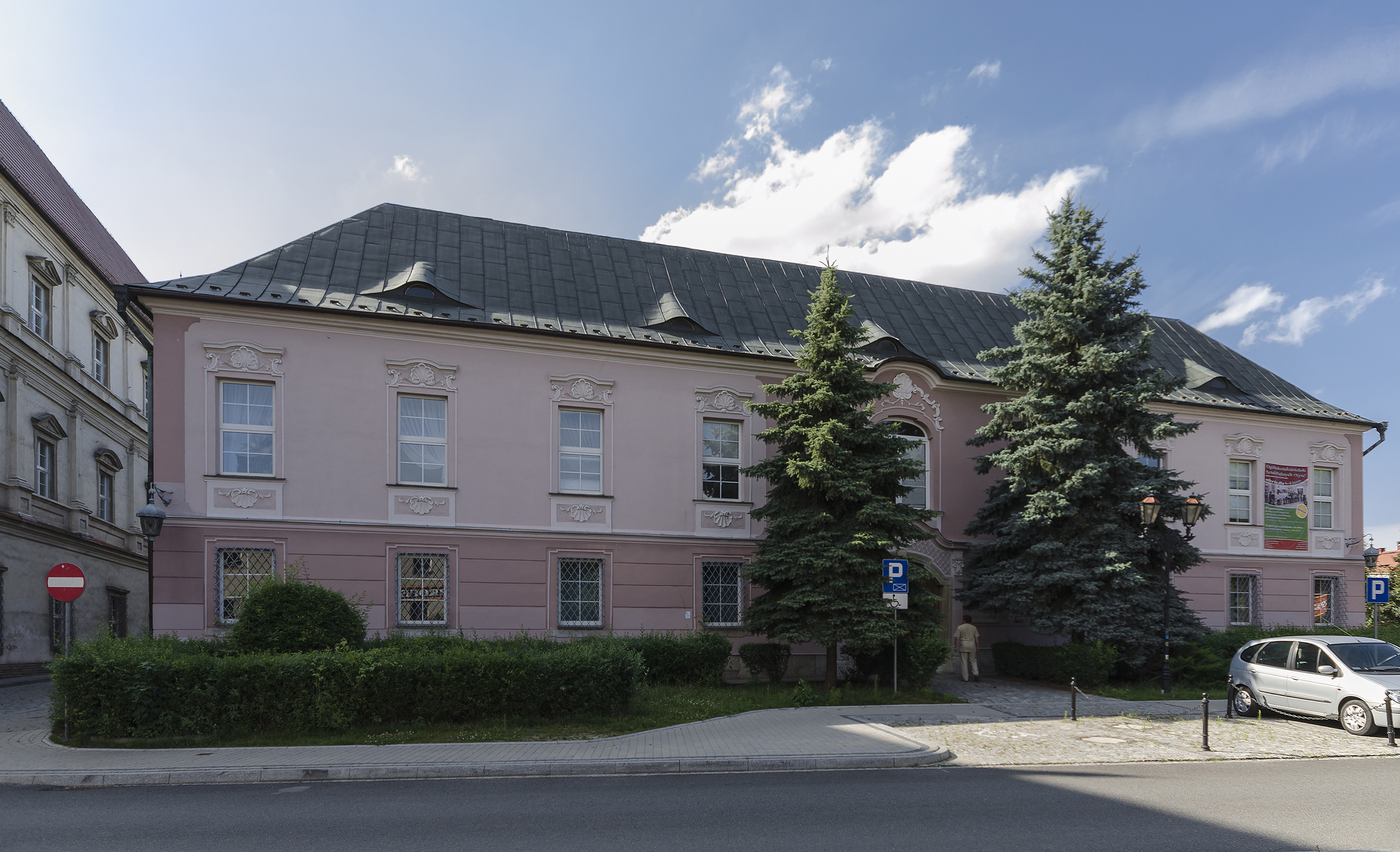
Kommandantenhaus

## Kultur

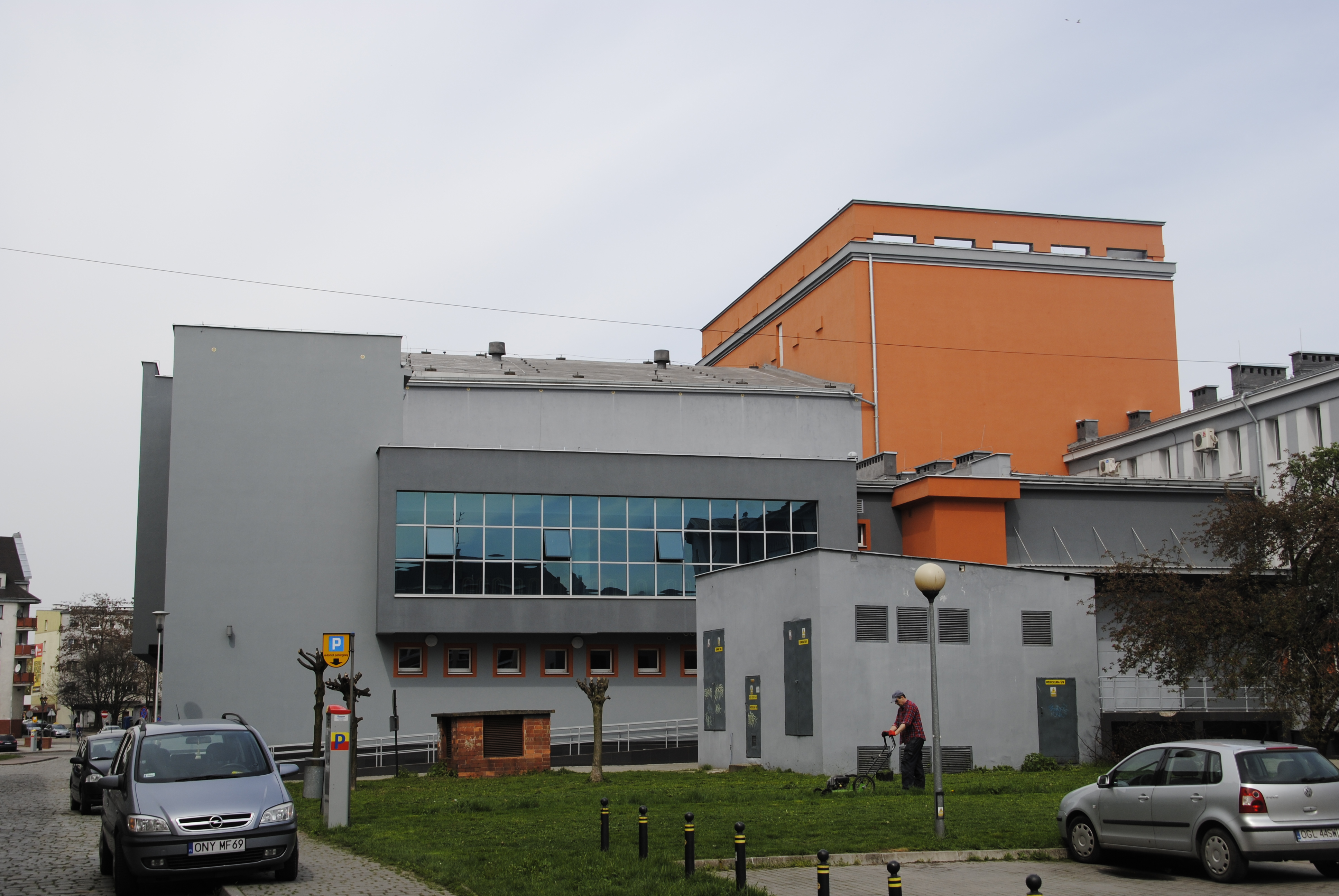
Theater in Nysa

### Theater
Das Stadttheater wurde am 14. Oktober 1852 eröffnet. Bis 1926 gastierten hauptsächlich Wanderbühnen, ab 1926 wurde es zu einem Haus mit festem Ensemble in den Sparten Schauspiel, Oper und Operette umstrukturiert. 1932 gehörte es mit jährlich 2,65 Besuchen je Einwohner zu den theaterfreudigsten Spielorten im damaligen Deutschen Reich.
Namhafte Mimen standen über die Jahre im Engagement, wie Albert Bauer, Elfie Dugal, Wolfried Lier, Georg Molenar, Henry Vahl, Bruno Vahl-Berg, Otto Zedler oder der Regisseur Erich Freund. In den letzten Kriegswochen wurde durch einen Brand das Innere vollständig zerstört; in den 1950er Jahren erfolgte ein Wiederaufbau als Dom Kulturny – auch heute kultureller Mittelpunkt der Stadt.

### Museen
Nysa besitzt ein regionalhistorisches Museum, das Regionalmuseum Muzeum Powiatowe w Nysie. Seinen Sitz hat es im ehemaligen Bischofspalast im Osten der Altstadt. Bis 1945 bestand das städtische Museum im ehemaligen angrenzenden Kommandantenhaus, welches hier 1916 eingerichtet wurde. Das Museum wurde 1897 auf Initiative der Gesellschaft für Kunst und Altertümer in Neisse gegründet. Das Regionalmuseum besitzt eine Ausstellung zur Vor- und Frühgeschichte des Neisser Landes, eine Gemäldeausstellung von europäischen Gemälden aus dem 15. bis zum 19. Jahrhundert sowie eine Ausstellung zur Geschichte der Stadt und Alltagskultur der Bewohner von Neisse. Es gibt zahlreiche temporäre Ausstellungen im Jahr sowie Konzerte und Vorträge.
Im Glockenturm der St. Jakobuskirche befindet sich die Domschatzkammer. Hier werden Goldschmiedearbeiten aus dem 16. bis zum 18. Jahrhundert gezeigt, darunter Monstranzen, Kelche und weitere liturgische Gegenstände.

### Regelmäßige Veranstaltungen
- Stadtfest Dni Nyska im Mai
- Weihnachtsfest Festiwal Kolęd i Pastorałek
- Feuer- und Wasserfest Festiwal Ognia i Wody

## Verkehr

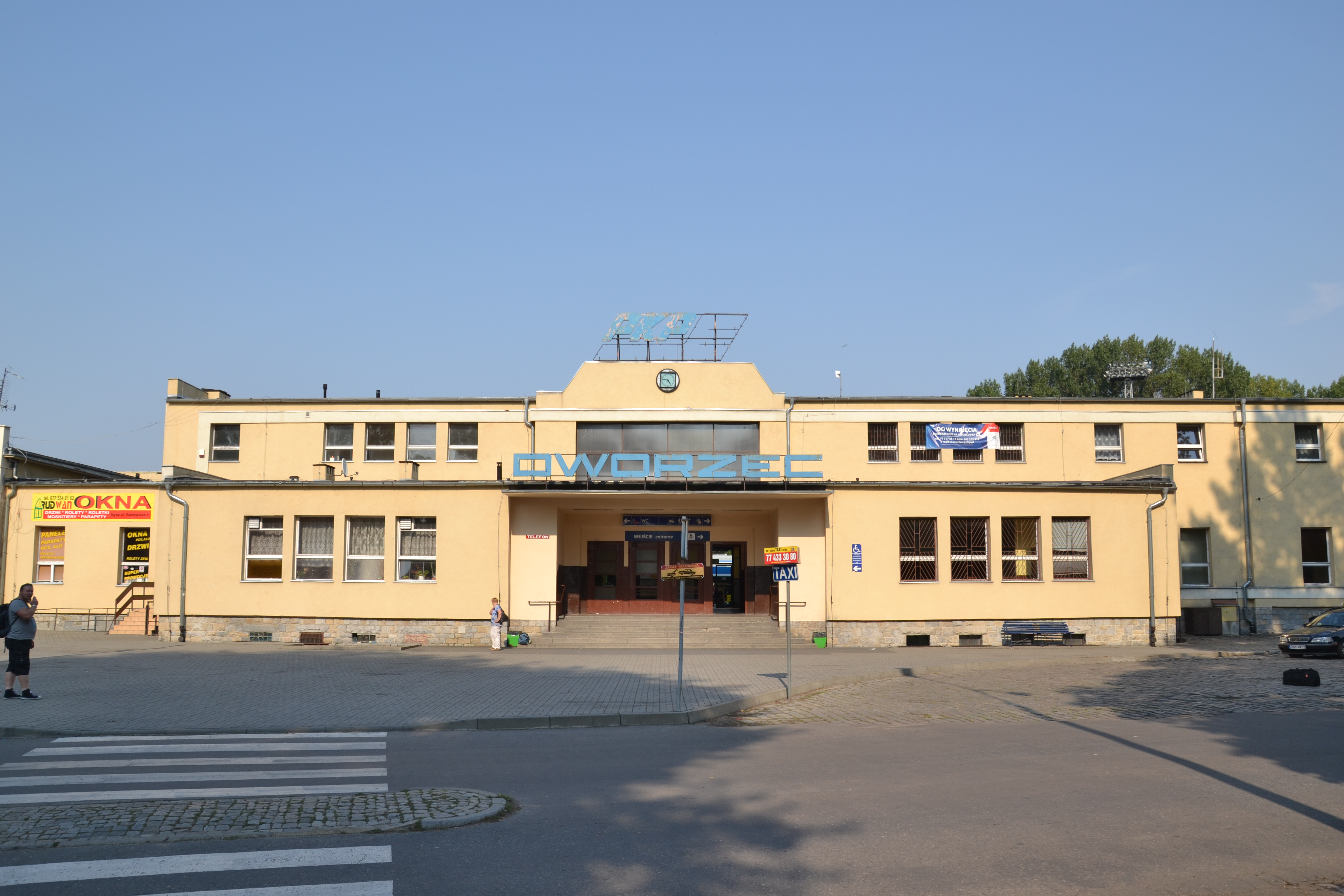
Empfangsgebäude Bahnhof Nysa

### Eisenbahn- und Busverkehr
Nysa ist ein wichtiger Eisenbahnknotenpunkt im Südwesten der Woiwodschaft Opole mit Verbindungen in alle Himmelsrichtungen. Nysa besitzt eine direkte Verbindung zwischen dem oberschlesischen Industriegebiet und Legnica (Bahnstrecke Katowice–Legnica) sowie nach Breslau über die im Jahr 1848 eröffnete Bahnstrecke Nysa–Brzeg. Eine direkte Verbindung nach Oppeln besteht über die 1887 eröffnete, eingleisige und nicht elektrifizierte Eisenbahnstrecke Bahnstrecke Nysa–Opole.
Die Stadt verfügt neben dem Haltepunkt Nysa noch den Haltepunkte Nysa Wschodnia (Neisse Ost) Ursprünglich besaß die Stadt noch weitere Haltepunkte, welche stillgelegt wurden, darunter Nysa Przedmieście (Neisse-Oberneuland) und Nysa Dworzec Mały (Neisse Kleinbahnhof).
Im Straßenpersonennahverkehr befinden sich im Einzugsgebiet der Miejski Zakład Komunikacji 14 Buslinien.

### Straßen
Durch Nysa verlaufen zahlreiche überörtliche Straßen. Zwischen 2015 und 2019 wurde für die Stadt eine Umgehungsstraße errichtet, welche zwei Landesstraßen einbezieht, darunter die Droga krajowa 41 und Droga krajowa 46. Weiterhin verlaufen durch das Stadtgebiet die Woiwodschaftsstraße DW 407, DW 411 und DW 489.

## Wirtschaft
Im Herbst 2022 hat Umicore in Nysa eine Produktionsstätte für Kathodenmaterialien (Cathode Active Material, CAM) für Elektrofahrzeuge in Betrieb genommen. Direkt angrenzend errichtet Ionway, ein Joint Venture von Umicore mit PowerCo, der Volkswagen-Tochtergesellschaft für Batterieaktivitäten, seit 2023 ebenfalls eine CAM-Fabrik. Deren Produktion soll 2026 starten.
Außerdem besteht in Nysa eine Produktionsstätte von Intersnack.

## Gemeinde
Die Stadt-und-Land-Gemeinde (polnisch gmina miejsko-wiejska) Nysa zählt auf einer Fläche von 217,6 km² rund 57.500 Einwohner und gliedert sich neben dem gleichnamigen Hauptort in 26 Dörfer.